# Playoffs NBA 2011
Los Playoffs de la NBA de 2011 fue el ciclo de cierre del torneo de la temporada 2010-2011 de la NBA. La fase de los Playoffs también se denomina postemporada y corresponde a las rondas de eliminación para conseguir el título definitivo de la NBA.

## Formato
El formato del 2011 es el mismo que el de los Playoffs del 2010.
Los 30 equipos en el torneo americano se distribuyen dividiéndose en 2 conferencias de 15 equipos cada una. Cada Conferencia está constituida por 3 Divisiones diferentes y, en cada una de ellas, están incluidos 5 equipos. La Conferencia Oeste incluye la División Pacífico, División Noroeste y la División Suroeste; la Conferencia Este está compuesta por la División Atlántico, División Central y División Sureste.
Una vez terminada la temporada regular, en la que los equipos disputan 82 partidos, la clasificación para los Playoffs se produce de la siguiente manera: Clasifican los 8 mejores equipos de cada conferencia. Dentro de ellas, el campeón de cada una de las 3 Divisiones gana el derecho a colocarse entre los 3 primeros puestos de su Conferencia para los Playoffs, decidiendo el orden quién tenga mejor balance en liga (número de victorias-número de derrotas). Del 4.º al 8.º puesto de Conferencia se otorgan en orden descendente según el balance en liga que presente el resto de los equipos.
- Excepción: Puede ocurrir que un equipo campeón de división tenga peor balance que otros equipos de otras divisiones y que sean de la misma conferencia. En ese caso, el equipo campeón de división tiene asegurado el 4.º puesto en los playoffs. Perdería, como mucho, 1 posición de la que le pertenecería por derecho.

Una vez que se establecen los puestos definitivos para los Playoffs, se realizan unas eliminatorias denominadas: 1.ª ronda, Semifinales y Final de Conferencia y los equipos que ganen sus eliminatorias se van clasificando de la siguiente forma:
|  | 1.ª ronda       | 1.ª ronda |  |  | Semifinales de Conferencia | Semifinales de Conferencia |  |  | Final de Conferencia | Final de Conferencia |
|  | 2-2-1-1-1       | 2-2-1-1-1 |  |  | 2-2-1-1-1                  | 2-2-1-1-1                  |  |  | 2-2-1-1-1            | 2-2-1-1-1            |
|  |                 |           |  |  |                            |                            |  |  |                      |                      |
|  |                 |           |  |  |                            |                            |  |  |                      |                      |
|  |                 |           |  |  |                            |                            |  |  |                      |                      |
|  | 1.º Clasificado |           |  |  |                            |                            |  |  |                      |                      |
|  |                 |           |  |  |                            |                            |  |  |                      |                      |
|  | 8.º Clasificado |           |  |  |                            |                            |  |  |                      |                      |
|  |                 |           |  |  |                            |                            |  |  |                      |                      |
|  |                 |           |  |  |                            |                            |  |  |                      |                      |
|  |                 |           |  |  |                            |                            |  |  |                      |                      |
|  | 4.º Clasificado |           |  |  |                            |                            |  |  |                      |                      |
|  |                 |           |  |  |                            |                            |  |  |                      |                      |
|  | 5.º Clasificado |           |  |  |                            |                            |  |  |                      |                      |
|  |                 |           |  |  |                            |                            |  |  |                      |                      |
|  |                 |           |  |  |                            |                            |  |  |                      |                      |
|  |                 |           |  |  |                            |                            |  |  |                      |                      |
|  | 2.º Clasificado |           |  |  |                            |                            |  |  |                      |                      |
|  |                 |           |  |  |                            |                            |  |  |                      |                      |
|  | 7.º Clasificado |           |  |  |                            |                            |  |  |                      |                      |
|  |                 |           |  |  |                            |                            |  |  |                      |                      |
|  |                 |           |  |  |                            |                            |  |  |                      |                      |
|  |                 |           |  |  |                            |                            |  |  |                      |                      |
|  | 3.º Clasificado |           |  |  |                            |                            |  |  |                      |                      |
|  |                 |           |  |  |                            |                            |  |  |                      |                      |
|  | 6.º Clasificado |           |  |  |                            |                            |  |  |                      |                      |
|  |                 |           |  |  |                            |                            |  |  |                      |                      |

Las eliminatorias o series se juegan en un formato al mejor de 7 partidos, en el que se tiene que ganar 4 partidos para clasificarse para la siguiente ronda. El equipo que posea la ventaja de campo en cada eliminatoria disputará los partidos 1, 2, 5 y 7 como local, mientras que el resto de partidos se jugará en el pabellón del equipo contrario. Se establece como equipo con ventaja de campo al que haya tenido mejor balance en liga entre los 2 contendientes de una eliminatoria. En el momento en que un equipo gana 4 partidos, se clasifica para la siguiente ronda de eliminatoria, sin jugar obligatoriamente los 7 partidos programados (Formato: 2-2-1-1-1). 
- - Excepción: Para las finales de la NBA se ha decidido que el equipo con ventaja de campo disputará los partidos 1, 2, 6 y 7 como local, mientras que el otro jugaría en casa los partidos 3, 4 y 5 (Formato: 2-3-2).

## Camino a los Playoffs
En la temporada 2010-2011, la fase de liga regular comenzó el 26 de octubre de 2010 y se prolongó hasta el 13 de abril de 2011. Para los playoffs, la dirección de la NBA dictamina las fechas de los partidos a medida que se celebran las eliminatorias. La clasificación final fue la siguiente:
| #                                                        | Conferencia Este     | Conferencia Este | Conferencia Este | Conferencia Oeste        | Conferencia Oeste | Conferencia Oeste |
| #                                                        | Equipo               | G-P              | PV               | Equipo                   | G-P               | PV                |
| -------------------------------------------------------- | -------------------- | ---------------- | ---------------- | ------------------------ | ----------------- | ----------------- |
| 1                                                        | z-Chicago Bulls      | 62-20            | -                | c-San Antonio Spurs      | 61-21             | -                 |
| 2                                                        | y-Miami Heat         | 58-24            | 4.0              | y-Los Angeles Lakers     | 57-25             | 4.0               |
| 3                                                        | y-Boston Celtics     | 56-26            | 6.0              | x-Dallas Mavericks       | 57-25             | 4.0               |
| 4                                                        | x-Orlando Magic      | 52-30            | 10.0             | y-Oklahoma City Thunder  | 55-27             | 6.0               |
| 5                                                        | x-Atlanta Hawks      | 44-38            | 18.0             | x-Denver Nuggets         | 50-32             | 11.0              |
| 6                                                        | x-New York Knicks    | 42-40            | 20.0             | x-Portland Trail Blazers | 48-34             | 13.0              |
| 7                                                        | x-Philadelphia 76ers | 41-41            | 21.0             | x-New Orleans Hornets    | 46-36             | 15.0              |
| 8                                                        | x-Indiana Pacers     | 37-45            | 25.0             | x-Memphis Grizzlies      | 46-36             | 15.0              |
| 9                                                        | Milwaukee Bucks      | 35-47            | 27.0             | Houston Rockets          | 43-39             | 18.0              |
| 10                                                       | Charlotte Bobcats    | 34-48            | 28.0             | Phoenix Suns             | 40-42             | 21.0              |
| 11                                                       | Detroit Pistons      | 30-52            | 32.0             | Utah Jazz                | 39-43             | 22.0              |
| 12                                                       | New Jersey Nets      | 24-58            | 38.0             | Golden State Warriors    | 36-46             | 25.0              |
| 13                                                       | Washington Wizards   | 23-59            | 39.0             | Los Angeles Clippers     | 32-50             | 29.0              |
| 14                                                       | Toronto Raptors      | 22-60            | 40.0             | Sacramento Kings         | 24-58             | 37.0              |
| 15                                                       | Cleveland Cavaliers  | 19-63            | 43.0             | Minnesota Timberwolves   | 17-65             | 44.0              |
| * Lider de división (garantizado al menos el 4.º puesto) |                      |                  |                  |                          |                   |                   |

- NOTA:
  - Aparecen en color celeste las franquicias del Oeste que se clasificaron para disputar los Play-Offs. Las franquicias del Este aparecen en color beige. Todos los equipos que aparecen en fondo amarillo quedaron eliminados y entrarán en el sorteo del Draft.
  - x- Clasificado para playoffs
  - y- Campeón de división
  - c- Ventaja de campo en los playoffs de conferencia
  - z- Ventaja de campo en todos los playoffs

## Cuadro de Enfrentamientos
|  | Primera Ronda     | Primera Ronda | Primera Ronda  |   |                | Semifinales de Conferencia | Semifinales de Conferencia | Semifinales de Conferencia |  |    | Finales de Conferencia | Finales de Conferencia | Finales de Conferencia |  |    | Finales de la NBA | Finales de la NBA | Finales de la NBA |
|  |                   |               |                |   |                |                            |                            |                            |  |    |                        |                        |                        |  |    |                   |                   |                   |
|  | E1                | Chicago*      | 4              |   |                |                            |                            |                            |  |    |                        |                        |                        |  |    |                   |                   |                   |
|  | E8                | Indiana       | 1              |   |                |                            |                            |                            |  |    |                        |                        |                        |  |    |                   |                   |                   |
|  | E8                | Indiana       | 1              |   | E1             | Chicago*                   | 4                          |                            |  |    |                        |                        |                        |  |    |                   |                   |                   |
|  |                   |               |                |   | E1             | Chicago*                   | 4                          |                            |  |    |                        |                        |                        |  |    |                   |                   |                   |
|  |                   | E5            | Atlanta        | 2 |                |                            |                            |                            |  |    |                        |                        |                        |  |    |                   |                   |                   |
|  | E4                | E5            | Atlanta        | 2 | Orlando        | 2                          |                            |                            |  |    |                        |                        |                        |  |    |                   |                   |                   |
|  | E4                |               |                |   | Orlando        | 2                          |                            |                            |  |    |                        |                        |                        |  |    |                   |                   |                   |
|  | E5                | Atlanta       | 4              |   |                |                            |                            |                            |  |    |                        |                        |                        |  |    |                   |                   |                   |
|  | E5                | Atlanta       | 4              |   |                |                            |                            |                            |  | E1 | Chicago*               | 1                      |                        |  |    |                   |                   |                   |
|  | Conferencia Este  |               |                |   |                |                            |                            |                            |  | E1 | Chicago*               | 1                      |                        |  |    |                   |                   |                   |
|  |                   | E2            | Miami*         | 4 |                |                            |                            |                            |  |    |                        |                        |                        |  |    |                   |                   |                   |
|  | E3                | E2            | Miami*         | 4 | Boston*        | 4                          |                            |                            |  |    |                        |                        |                        |  |    |                   |                   |                   |
|  | E3                |               |                |   | Boston*        | 4                          |                            |                            |  |    |                        |                        |                        |  |    |                   |                   |                   |
|  | E6                | New York      | 0              |   |                |                            |                            |                            |  |    |                        |                        |                        |  |    |                   |                   |                   |
|  | E6                | New York      | 0              |   | E3             | Boston*                    | 1                          |                            |  |    |                        |                        |                        |  |    |                   |                   |                   |
|  |                   |               |                |   | E3             | Boston*                    | 1                          |                            |  |    |                        |                        |                        |  |    |                   |                   |                   |
|  |                   | E2            | Miami*         | 4 |                |                            |                            |                            |  |    |                        |                        |                        |  |    |                   |                   |                   |
|  | E2                | E2            | Miami*         | 4 | Miami*         | 4                          |                            |                            |  |    |                        |                        |                        |  |    |                   |                   |                   |
|  | E2                |               |                |   | Miami*         | 4                          |                            |                            |  |    |                        |                        |                        |  |    |                   |                   |                   |
|  | E7                | Philadelphia  | 1              |   |                |                            |                            |                            |  |    |                        |                        |                        |  |    |                   |                   |                   |
|  | E7                | Philadelphia  | 1              |   |                |                            |                            |                            |  |    |                        |                        |                        |  | E2 | Miami*            | 2                 |                   |
|  |                   |               |                |   |                |                            |                            |                            |  |    |                        |                        |                        |  | E2 | Miami*            | 2                 |                   |
|  |                   | O3            | Dallas         | 4 |                |                            |                            |                            |  |    |                        |                        |                        |  |    |                   |                   |                   |
|  | O1                | O3            | Dallas         | 4 | San Antonio*   | 2                          |                            |                            |  |    |                        |                        |                        |  |    |                   |                   |                   |
|  | O1                |               |                |   | San Antonio*   | 2                          |                            |                            |  |    |                        |                        |                        |  |    |                   |                   |                   |
|  | O8                | Memphis       | 4              |   |                |                            |                            |                            |  |    |                        |                        |                        |  |    |                   |                   |                   |
|  | O8                | Memphis       | 4              |   | O8             | Memphis                    | 3                          |                            |  |    |                        |                        |                        |  |    |                   |                   |                   |
|  |                   |               |                |   | O8             | Memphis                    | 3                          |                            |  |    |                        |                        |                        |  |    |                   |                   |                   |
|  |                   | O4            | Oklahoma City* | 4 |                |                            |                            |                            |  |    |                        |                        |                        |  |    |                   |                   |                   |
|  | O4                | O4            | Oklahoma City* | 4 | Oklahoma City* | 4                          |                            |                            |  |    |                        |                        |                        |  |    |                   |                   |                   |
|  | O4                |               |                |   | Oklahoma City* | 4                          |                            |                            |  |    |                        |                        |                        |  |    |                   |                   |                   |
|  | O5                | Denver        | 1              |   |                |                            |                            |                            |  |    |                        |                        |                        |  |    |                   |                   |                   |
|  | O5                | Denver        | 1              |   |                |                            |                            |                            |  | O4 | Oklahoma City*         | 1                      |                        |  |    |                   |                   |                   |
|  | Conferencia Oeste |               |                |   |                |                            |                            |                            |  | O4 | Oklahoma City*         | 1                      |                        |  |    |                   |                   |                   |
|  |                   | O3            | Dallas         | 4 |                |                            |                            |                            |  |    |                        |                        |                        |  |    |                   |                   |                   |
|  | O3                | O3            | Dallas         | 4 | Dallas         | 4                          |                            |                            |  |    |                        |                        |                        |  |    |                   |                   |                   |
|  | O3                |               |                |   | Dallas         | 4                          |                            |                            |  |    |                        |                        |                        |  |    |                   |                   |                   |
|  | O6                | Portland      | 2              |   |                |                            |                            |                            |  |    |                        |                        |                        |  |    |                   |                   |                   |
|  | O6                | Portland      | 2              |   | O3             | Dallas                     | 4                          |                            |  |    |                        |                        |                        |  |    |                   |                   |                   |
|  |                   |               |                |   | O3             | Dallas                     | 4                          |                            |  |    |                        |                        |                        |  |    |                   |                   |                   |
|  |                   | O2            | LA Lakers*     | 0 |                |                            |                            |                            |  |    |                        |                        |                        |  |    |                   |                   |                   |
|  | O2                | O2            | LA Lakers*     | 0 | LA Lakers*     | 4                          |                            |                            |  |    |                        |                        |                        |  |    |                   |                   |                   |
|  | O2                |               |                |   | LA Lakers*     | 4                          |                            |                            |  |    |                        |                        |                        |  |    |                   |                   |                   |
|  | O7                | New Orleans   | 2              |   |                |                            |                            |                            |  |    |                        |                        |                        |  |    |                   |                   |                   |

*- Campeón de división

Negrita- Ganador de las series

Cursiva- Equipo con ventaja de campo

## Eliminatorias

### Conferencia Oeste

#### Primera ronda
|  |                        |   |  |  |
|  | 1.º- San Antonio Spurs | 2 |  |  |
|  | 1.º- San Antonio Spurs | 2 |  |  |
|  | 8.º- Memphis Grizzlies | 4 |  |  |

| 17 de abril                           | San Antonio Spurs | 98–101                                | Memphis Grizzlies | |  |  |
| 14.00 h ET                            | Parciales: 22-27, 21-18, 31-25, 24-31 | Parciales: 22-27, 21-18, 31-25, 24-31 | Parciales: 22-27, 21-18, 31-25, 24-31 | |  |  |
|                                       | Estadísticas Tony Parker (20) Tim Duncan (13) Tony Parker (5) Otros: Tim Duncan (16 puntos); George Hill (15 puntos, 7 rebotes y 4 robos) | Reportaje Pts Reb Asts Otros          | Estadísticas Zach Randolph (25) Zach Randolph (14) Mike Conley (10) Otros: Marc Gasol (24 puntos, 9 rebotes y 9/10 en tiros de campo); Mike Conley (15 puntos) | Pabellón: AT&T Center, San Antonio (Texas) Asistencia: 18.581 espectadores Árbitros: #9 Derrick Stafford, #52 Pat Fraher y #14 Ed Malloy Televisión: TNT |  |  |
| Memphis Grizzlies lidera la serie 0-1 | |                                       | | |  |  |
|                                       | |                                       | | |  |  |

| 20 de abril                           | San Antonio Spurs | 93–87                                 | Memphis Grizzlies | |  |  |
| 20.30 h ET                            | Parciales: 17-17, 24-27, 25-21, 27-22 | Parciales: 17-17, 24-27, 25-21, 27-22 | Parciales: 17-17, 24-27, 25-21, 27-22                                                                                             | |  |  |
|                                       | Estadísticas Emanuel Ginobili (17) Tim Duncan (10) Tony Parker (7) Otros: Richard Jefferson, Tim Duncan y George Hill (16 puntos); Emanuel Ginobili (7 rebotes) | Reportaje Pts Reb Asts Otros          | Estadísticas Sam Young (17) Marc Gasol (17) Mike Conley y O.J. Mayo (4) Otros: Tony Allen (15 puntos); Darrell Arthur (3 tapones) | Pabellón: AT&T Center, San Antonio (Texas) Asistencia: 18.760 espectadores Árbitros: #48 Scott Foster, #10 Ron Garretson y #40 Leon Wood Televisión: NBA TV |  |  |
| San Antonio Spurs empata la serie 1-1 | |                                       | | |  |  |
|                                       | |                                       | | |  |  |

| 23 de abril                           | Memphis Grizzlies | 91–88                                 | San Antonio Spurs | |  |  |
| 19.30 h ET                            | Parciales: 29-20, 23-22, 19-24, 20-22                                                                                           | Parciales: 29-20, 23-22, 19-24, 20-22 | Parciales: 29-20, 23-22, 19-24, 20-22 | |  |  |
|                                       | Estadísticas Zach Randolph (25) Marc Gasol (9) Mike Conley (8) Otros: Marc Gasol (17 puntos); Mike Conley (14 puntos y 3 robos) | Reportaje Pts Reb Asts Otros          | Estadísticas Emanuel Ginobili (23) Tim Duncan (11) Tim Duncan (6) Otros: Tony Parker (16 puntos); Tim Duncan (13 puntos y 5 tapones); Antonio McDyess (10 rebotes) | Pabellón: FedExForum, Memphis (Tennessee) Asistencia: 18.119 espectadores Árbitros: #57 Greg Willard, #49 Tom Washington y #30 John Goble Televisión: ESPN |  |  |
| Memphis Grizzlies lidera la serie 1-2 | |                                       | | |  |  |
|                                       | |                                       | | |  |  |

| 25 de abril                           | Memphis Grizzlies | 104–86                                | San Antonio Spurs | |  |  |
| 20.00 h ET                            | Parciales: 21-26, 27-24, 30-15, 26-21 | Parciales: 21-26, 27-24, 30-15, 26-21 | Parciales: 21-26, 27-24, 30-15, 26-21                                                                                        | |  |  |
|                                       | Estadísticas Mike Conley (15) Marc Gasol y Zach Randolph (9) Mike Conley (7) Otros: Darrell Arthur (14 puntos); Tony Allen (12 puntos y 3 robos) | Reportaje Pts Reb Asts Otros          | Estadísticas Tony Parker (23) Tiago Splitter (9) 5 jugadores (2) Otros: Emanuel Ginobili (14 puntos); Tim Duncan (7 rebotes) | Pabellón: FedExForum, Memphis (Tennessee) Asistencia: 18.119 espectadores Árbitros: #13 Monty McCutchen, #22 Bill Spooner y #42 Eric Lewis Televisión: TNT |  |  |
| Memphis Grizzlies lidera la serie 1-3 | |                                       | | |  |  |
|                                       | |                                       | | |  |  |

| 27 de abril                           | San Antonio Spurs | 110–103                                                   | Memphis Grizzlies | |  |  |
| 20.30 h ET                            | Parciales: 20-14, 30-28, 15-26, 32-29, (Prórroga 1)= 13-6                                                                                 | Parciales: 20-14, 30-28, 15-26, 32-29, (Prórroga 1)= 13-6 | Parciales: 20-14, 30-28, 15-26, 32-29, (Prórroga 1)= 13-6                                                               | |  |  |
|                                       | Estadísticas Manu Ginóbili (33) Tim Duncan (12) Tony Parker (9) Otros: Tony Parker (24 puntos); Manu Ginóbili (6 rebotes y 6 asistencias) | Reportaje Pts Reb Asts Otros                              | Estadísticas Zach Randolph (26) Marc Gasol (17) Zach Randolph (6) Otros: Mike Conley (20 puntos); Sam Young (18 puntos) | Pabellón: AT&T Center, San Antonio (Texas) Asistencia: 18.581 espectadores Árbitros: #26 Bob Delaney, #36 David Jones y #41 Ken Mauer Televisión: NBA TV |  |  |
| Memphis Grizzlies lidera la serie 2-3 | |                                                           | | |  |  |
|                                       | |                                                           | | |  |  |

| 29 de abril                         | Memphis Grizzlies                                                                                         | 99–91                                 | San Antonio Spurs                                                                              | |  |  |
| 21.00 h ET                          | Parciales: 24-16, 22-27, 24-23, 29-25                                                                     | Parciales: 24-16, 22-27, 24-23, 29-25 | Parciales: 24-16, 22-27, 24-23, 29-25                                                          | |  |  |
|                                     | Estadísticas Zach Randolph (31) Marc Gasol (13) Mike Conley (3) Otros: Marc Gasol (12 puntos y 2 tapones) | Reportaje Pts Reb Asts Otros          | Estadísticas Tony Parker (23) Tim Duncan (10) Tony Parker (4) Otros: Manu Ginóbili (16 puntos) | Pabellón: FedExForum, Memphis (Tennessee) Asistencia: 18.119 espectadores Árbitros: #15 Bennett Salvatore, #23 Jason Phillips y #43 Dan Crawford Televisión: ESPN |  |  |
| Memphis Grizzlies gana la serie 2-4 | |                                       |                                                                                                | |  |  |
|                                     | |                                       |                                                                                                | |  |  |

|  |                            |   |  |  |
|  | 4.º- Oklahoma City Thunder | 4 |  |  |
|  | 4.º- Oklahoma City Thunder | 4 |  |  |
|  | 5.º- Denver Nuggets        | 1 |  |  |

| 17 de abril                               | Oklahoma City Thunder | 107–103                               | Denver Nuggets | |  |  |
| 21.30 h ET                                | Parciales: 24-33, 35-27, 27-22, 21-21 | Parciales: 24-33, 35-27, 27-22, 21-21 | Parciales: 24-33, 35-27, 27-22, 21-21 | |  |  |
|                                           | Estadísticas Kevin Durant (41) Kevin Durant (9) Russell Westbrook (7) Otros: Russell Westbrook (31 puntos y 6 rebotes); Eric Maynor (12 puntos); Serge Ibaka (4 tapones) | Reportaje Pts Reb Asts Otros          | Estadísticas Nene Hilario (22) Nene Hilario y Wilson Chandler (8) Raymond Felton (8) Otros: Danilo Gallinari (18 puntos); Kenyon Martin (10 puntos y 7 rebotes) | Pabellón: Oklahoma City Arena, Oklahoma City (Oklahoma) Asistencia: 18.203 espectadores Árbitros: #29 Steve Javie, #33 Zach Zarba y #55 Bill Kennedy Televisión: TNT |  |  |
| Oklahoma City Thunder lidera la serie 1-0 | |                                       | | |  |  |
|                                           | |                                       | | |  |  |

| 20 de abril                               | Oklahoma City Thunder | 106–89                                | Denver Nuggets | |  |  |
| 20.00 h ET                                | Parciales: 31-15, 28-29, 22-22, 25-23 | Parciales: 31-15, 28-29, 22-22, 25-23 | Parciales: 31-15, 28-29, 22-22, 25-23                                                                                                  | |  |  |
|                                           | Estadísticas Kevin Durant (23) Serge Ibaka (12) Russell Westbrook (7) Otros: Russell Westbrook (21 puntos); James Harden (18 puntos); Kendrick Perkins (11 rebotes) | Reportaje Pts Reb Asts Otros          | Estadísticas Ty Lawson (20) Nene Hilario (9) Ty Lawson (3) Otros: Nene Hilario y Raymond Felton (16 puntos); Al Harrington (15 puntos) | Pabellón: Oklahoma City Arena, Oklahoma City (Oklahoma) Asistencia: 18.203 espectadores Árbitros: #13 Monty McCutchen,#27 Dick Bavetta y #71 Rodney Mott Televisión: TNT |  |  |
| Oklahoma City Thunder lidera la serie 2-0 | |                                       | | |  |  |
|                                           | |                                       | | |  |  |

| 23 de abril                               | Denver Nuggets | 94–97                                 | Oklahoma City Thunder | |  |  |
| 22.00 h ET                                | Parciales: 31-26, 18-30, 24-15, 21-26 | Parciales: 31-26, 18-30, 24-15, 21-26 | Parciales: 31-26, 18-30, 24-15, 21-26 | |  |  |
|                                           | Estadísticas K.Martin, Nene y J.R. Smith (15) Nene Hilario (10) Nene Hilario, Ty Lawson y Raymond Felton (4) Otros: Arron Afflalo y Chris Andersen (13 puntos); Kenyon Martin (7 rebotes); Nene Hilario (3 tapones) | Reportaje Pts Reb Asts Otros          | Estadísticas Kevin Durant (26) Serge Ibaka (16) Russell Westbrook (8) Otros: Russell Westbrook (23 puntos y 9 rebotes); Serge Ibaka (22 puntos -10/10 en tiros libres- y 4 tapones) | Pabellón: Pepsi Center, Denver (Colorado) Asistencia: 19.958 espectadores Árbitros: #9 Derrick Stafford, #23 Jason Phillips y #42 Eric Lewis Televisión: ESPN |  |  |
| Oklahoma City Thunder lidera la serie 3-0 | |                                       | | |  |  |
|                                           | |                                       | | |  |  |

| 25 de abril                               | Denver Nuggets | 104–101                               | Oklahoma City Thunder | |  |  |
| 22.30 h ET                                | Parciales: 26-20, 19-25, 26-24, 33-32 | Parciales: 26-20, 19-25, 26-24, 33-32 | Parciales: 26-20, 19-25, 26-24, 33-32 | |  |  |
|                                           | Estadísticas Ty Lawson (27) Kenyon Martin y Nene Hilario (9) Danilo Gallinari (4) Otros: Danilo Gallinari (18 puntos y 6 rebotes); J.R. Smith (15 puntos) | Reportaje Pts Reb Asts Otros          | Estadísticas Kevin Durant (31) Serge Ibaka (14) Russell Westbrook y James Harden (5) Otros: Russell Westbrook (30 puntos); James Harden (8 rebotes); Serge Ibaka (5 tapones) | Pabellón: Pepsi Center, Denver (Colorado) Asistencia: 19.155 espectadores Árbitros: #57 Greg Willard, #10 Ron Garretson y #38 Michael Smith Televisión: TNT |  |  |
| Oklahoma City Thunder lidera la serie 3-1 | |                                       | | |  |  |
|                                           | |                                       | | |  |  |

| 27 de abril                             | Oklahoma City Thunder | 100–97                                | Denver Nuggets                                                                                         | |  |  |
| 21.30 h ET                              | Parciales: 25-28, 25-22, 22-26, 28-21 | Parciales: 25-28, 25-22, 22-26, 28-21 | Parciales: 25-28, 25-22, 22-26, 28-21                                                                  | |  |  |
|                                         | Estadísticas Kevin Durant (41) Kendrick Perkins (9) Russell Westbrook (4) Otros: Serge Ibaka (8 rebotes y 9 tapones); James Harden (12 puntos y 7 rebotes) | Reportaje Pts Reb Asts Otros          | Estadísticas Arron Afflalo (15) Kenyon Martin (10) Raymond Felton (4) Otros: Kenyon Martin (14 puntos) | Pabellón: Oklahoma City Arena, Oklahoma City (Oklahoma) Asistencia: 18.203 espectadores Árbitros: #48 Scott Foster, #22 Bill Spooner y #52 Pat Fraher Televisión: TNT |  |  |
| Oklahoma City Thunder gana la serie 4-1 | |                                       | | |  |  |
|                                         | |                                       | | |  |  |

|  |                          |   |  |  |
|  | 2.º- Los Angeles Lakers  | 4 |  |  |
|  | 2.º- Los Angeles Lakers  | 4 |  |  |
|  | 7.º- New Orleans Hornets | 2 |  |  |

| 17 de abril                             | Los Angeles Lakers | 100–109                               | New Orleans Hornets | |  |  |
| 15.30 h ET                              | Parciales: 24-26, 23-29, 25-18, 28-36                                                                                           | Parciales: 24-26, 23-29, 25-18, 28-36 | Parciales: 24-26, 23-29, 25-18, 28-36                                                                                               | |  |  |
|                                         | Estadísticas Kobe Bryant (34) Ron Artest (11) Pau Gasol (6) Otros: Ron Artest (16 puntos); Andrew Bynum (13 puntos y 9 rebotes) | Reportaje Pts Reb Asts Otros          | Estadísticas Chris Paul (33) Trevor Ariza y Chris Paul (7) Chris Paul (14) Otros: Carl Landry (17 puntos); Jarrett Jack (15 puntos) | Pabellón: Staples Center, Los Ángeles (California) Asistencia: 18.997 espectadores Árbitros: #43 Dan Crawford, #57 Greg Willard y #59 Gary Zielinski Televisión: ABC |  |  |
| New Orleans Hornets lidera la serie 0-1 | |                                       | | |  |  |
|                                         | |                                       | | |  |  |

| 20 de abril                            | Los Angeles Lakers | 87–78                                 | New Orleans Hornets                                                                        | |  |  |
| 22.30 h ET                             | Parciales: 23-23, 24-18, 16-15, 24-22 | Parciales: 23-23, 24-18, 16-15, 24-22 | Parciales: 23-23, 24-18, 16-15, 24-22                                                      | |  |  |
|                                        | Estadísticas Andrew Bynum (17) Andrew Bynum (11) Derek Fisher (4) Otros: Lamar Odom (16 puntos y 7 rebotes); Ron Artest (15 puntos y 6 rebotes) | Reportaje Pts Reb Asts Otros          | Estadísticas Trevor Ariza (22) Aaron Gray (8) Chris Paul (9) Otros: Chris Paul (20 puntos) | Pabellón: Staples Center, Los Ángeles (California) Asistencia: 18.997 espectadores Árbitros: #29 Steve Javie, #25 Tony Brothers y #55 Bill Kennedy Televisión: TNT |  |  |
| Los Angeles Lakers empata la serie 1-1 | |                                       |                                                                                            | |  |  |
|                                        | |                                       |                                                                                            | |  |  |

| 22 de abril                            | New Orleans Hornets | 86–100                                | Los Angeles Lakers | |  |  |
| 21.30 h ET                             | Parciales: 23-30, 19-21, 26-24, 18-25                                                                                              | Parciales: 23-30, 19-21, 26-24, 18-25 | Parciales: 23-30, 19-21, 26-24, 18-25 | |  |  |
|                                        | Estadísticas Carl Landry (23) Trevor Ariza (12) Chris Paul (8) Otros: Chris Paul (22 puntos); Emeka Okafor (15 puntos y 8 rebotes) | Reportaje Pts Reb Asts Otros          | Estadísticas Kobe Bryant (30) Andrew Bynum (11) Derek Fisher (5) Otros: Pau Gasol (17 puntos y 10 rebotes); Lamar Odom (13 puntos y 9 rebotes) | Pabellón: New Orleans Arena, Nueva Orleans (Luisiana) Asistencia: 18.340 espectadores Árbitros: #17 Joe Crawford, #15 Bennett Salvatore y #65 Sean Wright Televisión: ESPN |  |  |
| Los Angeles Lakers lidera la serie 2-1 | |                                       | | |  |  |
|                                        | |                                       | | |  |  |

| 24 de abril                             | New Orleans Hornets                                                                                                   | 93–88                                 | Los Angeles Lakers                                                                                                  | |  |  |
| 21.30 h ET                              | Parciales: 22-25, 27-20, 20-22, 24-21                                                                                 | Parciales: 22-25, 27-20, 20-22, 24-21 | Parciales: 22-25, 27-20, 20-22, 24-21                                                                               | |  |  |
|                                         | Estadísticas Chris Paul (27) Chris Paul (13) Chris Paul (15) Otros: Trevor Ariza (19 puntos); Carl Landry (16 puntos) | Reportaje Pts Reb Asts Otros          | Estadísticas Kobe Bryant (17) Andrew Bynum (9) Kobe Bryant (8) Otros: Pau Gasol (16 puntos); Ron Artest (16 puntos) | Pabellón: New Orleans Arena, Nueva Orleans (Luisiana) Asistencia: 18.083 espectadores Árbitros: #26 Bob Delaney, #8 Marc Davis y #33 Zach Zarba Televisión: TNT |  |  |
| New Orleans Hornets empata la serie 2-2 | |                                       | | |  |  |
|                                         | |                                       | | |  |  |

| 26 de abril                            | Los Angeles Lakers | 106–90                                | New Orleans Hornets | |  |  |
| 22.30 h ET                             | Parciales: 23-32, 31-19, 25-21, 27-18 | Parciales: 23-32, 31-19, 25-21, 27-18 | Parciales: 23-32, 31-19, 25-21, 27-18                                                                                    | |  |  |
|                                        | Estadísticas Kobe Bryant (19) Andrew Bynum (10) Pau Gasol y Kobe Bryant (4) Otros: Pau Gasol (16 puntos y 8 rebotes); Andrew Bynum (18 puntos) | Reportaje Pts Reb Asts Otros          | Estadísticas Trevor Ariza (22) Aaron Gray (6) Chris Paul (12) Otros: Marco Belinelli (21 puntos); Chris Paul (20 puntos) | Pabellón: Staples Center, Los Ángeles (California) Asistencia: 18.997 espectadores Árbitros: #9 Derrick Stafford, #14 Ed Malloy y #71 Rodney Mott Televisión: TNT |  |  |
| Los Angeles Lakers lidera la serie 3-2 | |                                       | | |  |  |
|                                        | |                                       | | |  |  |

| 28 de abril                          | New Orleans Hornets                                                                          | 80–98                                 | Los Angeles Lakers | |  |  |
| 20.00 h ET                           | Parciales: 16-18, 18-22, 23-29, 23-29                                                        | Parciales: 16-18, 18-22, 23-29, 23-29 | Parciales: 16-18, 18-22, 23-29, 23-29                                                                                             | |  |  |
|                                      | Estadísticas Carl Landry (19) Chris Paul (8) Chris Paul (11) Otros: Trevor Ariza (12 puntos) | Reportaje Pts Reb Asts Otros          | Estadísticas Kobe Bryant (24) Andrew Bynum (12) Ron Artest (5) Otros: Pau Gasol (16 puntos y 8 rebotes); Andrew Bynum (18 puntos) | Pabellón: New Orleans Arena, Nueva Orleans (Luisiana) Asistencia: 17.949 espectadores Árbitros: #24 Mike Callahan, #10 Ron Garretson y #49 Tom Washington Televisión: TNT |  |  |
| Los Angeles Lakers gana la serie 4-2 |                                                                                              |                                       | | |  |  |
|                                      |                                                                                              |                                       | | |  |  |

|  |                             |   |  |  |
|  | 3.º- Dallas Mavericks       | 4 |  |  |
|  | 3.º- Dallas Mavericks       | 4 |  |  |
|  | 6.º- Portland Trail Blazers | 2 |  |  |

| 16 de abril                          | Dallas Mavericks | 89–81                                 | Portland Trail Blazers | |  |  |
| 14.30 h ET                           | Parciales: 21-22, 26-15, 14-20, 28-24                                                                                       | Parciales: 21-22, 26-15, 14-20, 28-24 | Parciales: 21-22, 26-15, 14-20, 28-24                                                                                             | |  |  |
|                                      | Estadísticas Dirk Nowitzki (28) Dirk Nowitzki (10) Jason Kidd (4) Otros: Jason Kidd (24 puntos); Tyson Chandler (9 rebotes) | Reportaje Pts Reb Asts Otros          | Estadísticas LaMarcus Aldridge (27) Marcus Camby (18) Andre Miller (6) Otros: Andre Miller (18 puntos); Nicolas Batum (14 puntos) | Pabellón: American Airlines Center, Dallas (Texas) Asistencia: 20.541 espectadores Árbitros: #24 Mike Callahan, #36 David Jones y #41 Ken Mauer Televisión: ESPN |  |  |
| Dallas Mavericks lidera la serie 1-0 | |                                       | | |  |  |
|                                      | |                                       | | |  |  |

| 19 de abril                          | Dallas Mavericks | 101–89                                | Portland Trail Blazers | |  |  |
| 21.30 h ET                           | Parciales: 22-24, 28-28, 23-20, 28-17                                                                                         | Parciales: 22-24, 28-28, 23-20, 28-17 | Parciales: 22-24, 28-28, 23-20, 28-17 | |  |  |
|                                      | Estadísticas Dirk Nowitzki (33) Tyson Chandler (10) Jason Kidd (8) Otros: Peja Stojakovic (21 puntos); Jason Kidd (18 puntos) | Reportaje Pts Reb Asts Otros          | Estadísticas LaMarcus Aldridge (24) LaMarcus Aldridge (10) Andre Miller (8) Otros: Andre Miller (18 puntos y 6 rebotes); Gerald Wallace (18 puntos y 6 asistencias) | Pabellón: American Airlines Center, Dallas (Texas) Asistencia: 20.620 espectadores Árbitros: #43 Dan Crawford, #52 Pat Fraher y #14 Ed Malloy Televisión: TNT |  |  |
| Dallas Mavericks lidera la serie 2-0 | |                                       | | |  |  |
|                                      | |                                       | | |  |  |

| 21 de abril                          | Portland Trail Blazers | 97–92                                 | Dallas Mavericks                                                                                 | |  |  |
| 22.30 h ET                           | Parciales: 28-23, 26-29, 21-20, 22-20                                                                                                | Parciales: 28-23, 26-29, 21-20, 22-20 | Parciales: 28-23, 26-29, 21-20, 22-20                                                            | |  |  |
|                                      | Estadísticas Wesley Matthews (25) Gerald Wallace (11) Andre Miller (7) Otros: LaMarcus Aldridge (20 puntos); Brandon Roy (16 puntos) | Reportaje Pts Reb Asts Otros          | Estadísticas Jason Terry (29) Dirk Nowitzki (9) Jason Terry (7) Otros: Dirk Nowitzki (25 puntos) | Pabellón: Rose Garden Arena, Portland (Oregón) Asistencia: 20.217 espectadores Árbitros: #9 Derrick Stafford, #42 Eric Lewis y #23 Jason Phillips Televisión: TNT |  |  |
| Dallas Mavericks lidera la serie 2-1 | |                                       |                                                                                                  | |  |  |
|                                      | |                                       |                                                                                                  | |  |  |

| 23 de abril                                | Portland Trail Blazers | 84–82                                 | Dallas Mavericks | |  |  |
| 17.00 h ET                                 | Parciales: 11-16, 24-21, 14-30, 35-15                                                                                            | Parciales: 11-16, 24-21, 14-30, 35-15 | Parciales: 11-16, 24-21, 14-30, 35-15                                                                                     | |  |  |
|                                            | Estadísticas Brandon Roy (24) Gerald Wallace (11) Brandon Roy (5) Otros: LaMarcus Aldridge (18 puntos); Andre Miller (14 puntos) | Reportaje Pts Reb Asts Otros          | Estadísticas Dirk Nowitzki (20) Shawn Marion (11) Jason Kidd (4) Otros: Jason Terry (13 puntos); Shawn Marion (12 puntos) | Pabellón: Rose Garden Arena, Portland (Oregón) Asistencia: 20.357 espectadores Árbitros: #25 Tony Brothers, #29 Steve Javie y #55 Bill Kennedy Televisión: TNT |  |  |
| Portland Trail Blazers empata la serie 2-2 | |                                       | | |  |  |
|                                            | |                                       | | |  |  |

| 25 de abril                          | Dallas Mavericks | 93–82                                 | Portland Trail Blazers                                                                                                   | |  |  |
| 20.30 h ET                           | Parciales: 15-20, 29-23, 31-20, 18-19                                                                                                  | Parciales: 15-20, 29-23, 31-20, 18-19 | Parciales: 15-20, 29-23, 31-20, 18-19                                                                                    | |  |  |
|                                      | Estadísticas Dirk Nowitzki (25) Tyson Chandler (20) Jason Kidd (14) Otros: Jason Terry (20 puntos); Shawn Marion (14 puntos y 4 robos) | Reportaje Pts Reb Asts Otros          | Estadísticas Andre Miller (18) Gerald Wallace y LaMarcus Aldridge (9) Andre Miller (7) Otros: Gerald Wallace (16 puntos) | Pabellón: American Airlines Center, Dallas (Texas) Asistencia: 20.837 espectadores Árbitros: #48 Scott Foster, #49 Tom Washington y #30 John Goble Televisión: NBA TV |  |  |
| Dallas Mavericks lidera la serie 3-2 | |                                       | | |  |  |
|                                      | |                                       | | |  |  |

| 28 de abril                        | Portland Trail Blazers                                                                                                  | 96–103                                | Dallas Mavericks | |  |  |
| 22.30 h ET                         | Parciales: 27-19, 16-33, 19-23, 34-28                                                                                   | Parciales: 27-19, 16-33, 19-23, 34-28 | Parciales: 27-19, 16-33, 19-23, 34-28                                                                                       | |  |  |
|                                    | Estadísticas Gerald Wallace (32) Gerald Wallace (12) Andre Miller (4) Otros: LaMarcus Aldridge (24 puntos y 10 rebotes) | Reportaje Pts Reb Asts Otros          | Estadísticas Dirk Nowitzki (33) Dirk Nowitzki (11) Jason Terry (8) Otros: Jason Terry (22 puntos); Shawn Marion (16 puntos) | Pabellón: Rose Garden Arena, Portland (Oregón) Asistencia: 20.494 espectadores Árbitros: #13 Monty McCutchen, #57 Greg Willard y #59 Gary Zielinski Televisión: TNT |  |  |
| Dallas Mavericks gana la serie 4-2 | |                                       | | |  |  |
|                                    | |                                       | | |  |  |

#### Semifinales
|  |                            |   |  |  |
|  | 8.º- Memphis Grizzlies     | 3 |  |  |
|  | 8.º- Memphis Grizzlies     | 3 |  |  |
|  | 4.º- Oklahoma City Thunder | 4 |  |  |

| 1 de mayo                             | Oklahoma City Thunder | 101–114                               | Memphis Grizzlies | |  |  |
| 13.00 h ET                            | Parciales: 24-28, 23-29, 24-27, 30-30 | Parciales: 24-28, 23-29, 24-27, 30-30 | Parciales: 24-28, 23-29, 24-27, 30-30 | |  |  |
|                                       | Estadísticas Kevin Durant (33) Kevin Durant y Serge Ibaka (11) Russell Westbrook (6) Otros: Russell Westbrook (29 puntos y 8 rebotes); Serge Ibaka (16 puntos y 5 tapones) | Reportaje Pts Reb Asts Otros          | Estadísticas Zach Randolph (34) Marc Gasol (13) Mike Conley (7) Otros: Marc Gasol (20 puntos, 3 tapones y 9/11 en tiros de campo); Mike Conley (15 puntos) | Pabellón: Oklahoma City Arena, Oklahoma City (Oklahoma) Asistencia: 18.203 espectadores Árbitros: #17 Joe Crawford, #8 Marc Davis y #33 Zach Zarba Televisión: ABC |  |  |
| Memphis Grizzlies lidera la serie 0-1 | |                                       | | |  |  |
|                                       | |                                       | | |  |  |

| 3 de mayo                                 | Oklahoma City Thunder | 111–102                               | Memphis Grizzlies | |  |  |
| 21.30 h ET                                | Parciales: 28-17, 26-27, 22-24, 35-34                                                                                                 | Parciales: 28-17, 26-27, 22-24, 35-34 | Parciales: 28-17, 26-27, 22-24, 35-34 | |  |  |
|                                           | Estadísticas Kevin Durant (26) Nick Collison (7) Russell Westbrook (6) Otros: Russell Westbrook (24 puntos); James Harden (21 puntos) | Reportaje Pts Reb Asts Otros          | Estadísticas Mike Conley (24) Marc Gasol (10) Mike Conley (8) Otros: Zach Randolph (15 puntos y 9 rebotes); O.J. Mayo (16 puntos); Marc Gasol (13 puntos y 5 tapones) | Pabellón: Oklahoma City Arena, Oklahoma City (Oklahoma) Asistencia: 18.203 espectadores Árbitros: #9 Derrick Stafford, #25 Tony Brothers y #55 Bill Kennedy Televisión: TNT |  |  |
| Oklahoma City Thunder empata la serie 1-1 | |                                       | | |  |  |
|                                           | |                                       | | |  |  |

| 7 de mayo                             | Memphis Grizzlies | 101–93                                                    | Oklahoma City Thunder | |  |  |
| 21.30 h ET                            | Parciales: 22-20, 21-31, 20-25, 23-10 (Prórroga 1) = 16-7 | Parciales: 22-20, 21-31, 20-25, 23-10 (Prórroga 1) = 16-7 | Parciales: 22-20, 21-31, 20-25, 23-10 (Prórroga 1) = 16-7                                                                                             | |  |  |
|                                       | Estadísticas Zach Randolph (21) Zach Randolph (21) Mike Conley y O.J. Mayo (4) Otros: O.J. Mayo (18 puntos y 6 rebotes); Mike Conley (18 puntos); Marc Gasol (16 puntos, 7 rebotes y 3 tapones) | Reportaje Pts Reb Asts Otros                              | Estadísticas Russell Westbrook (23) Kendrick Perkins (13) Russell Westbrook (12) Otros: Kevin Durant (22 puntos); Serge Ibaka (14 puntos y 6 tapones) | Pabellón: FedExForum, Memphis (Tennessee) Asistencia: 18.119 espectadores Árbitros: #24 Mike Callahan, #41 Ken Mauer y #52 Pat Fraher Televisión: ESPN |  |  |
| Memphis Grizzlies lidera la serie 2-1 | |                                                           | | |  |  |
|                                       | |                                                           | | |  |  |

| 9 de mayo                                 | Memphis Grizzlies | 123–133                                                                                             | Oklahoma City Thunder | |  |  |
| 21.30 h ET                                | Parciales: 28-16, 25-33, 19-22, 24-25, (Prórroga 1)= 13-13, (Prórroga 2)= 10-10, (Prórroga 3)= 4-14                                                          | Parciales: 28-16, 25-33, 19-22, 24-25, (Prórroga 1)= 13-13, (Prórroga 2)= 10-10, (Prórroga 3)= 4-14 | Parciales: 28-16, 25-33, 19-22, 24-25, (Prórroga 1)= 13-13, (Prórroga 2)= 10-10, (Prórroga 3)= 4-14                                                    | |  |  |
|                                           | Estadísticas Zach Randolph (34) Marc Gasol (21) Mike Conley y O.J. Mayo (5) Otros: Marc Gasol (26 puntos); O.J. Mayo (18 puntos); Zach Randolph (16 rebotes) | Reportaje Pts Reb Asts Otros                                                                        | Estadísticas Russell Westbrook (40) Kevin Durant (13) James Harden (7) Otros: Kevin Durant (35 puntos y 4 robos); James Harden (19 puntos y 7 rebotes) | Pabellón: FedExForum, Memphis (Tennessee) Asistencia: 18.119 espectadores Árbitros: #22 Bill Spooner, #57 Greg Willard y #30 John Goble Televisión: TNT |  |  |
| Oklahoma City Thunder empata la serie 2-2 | | | | |  |  |
|                                           | | | | |  |  |

| 11 de mayo                                | Oklahoma City Thunder | 99–72                                 | Memphis Grizzlies | |  |  |
| 21.30 h ET                                | Parciales: 17-17, 29-18, 25-17, 28-20 | Parciales: 17-17, 29-18, 25-17, 28-20 | Parciales: 17-17, 29-18, 25-17, 28-20                                                                                | |  |  |
|                                           | Estadísticas Kevin Durant (19) Nick Collison (10) Eric Maynor (9) Otros: Daequan Cook (18 puntos); Russell Westbrook (11 puntos y 6 asistencias) | Reportaje Pts Reb Asts Otros          | Estadísticas Marc Gasol (15) Zach Randolph (7) Mike Conley y O.J. Mayo (4) Otros: Mike Conley (9 puntos y 5 rebotes) | Pabellón: Oklahoma City Arena, Oklahoma City (Oklahoma) Asistencia: 18.203 espectadores Árbitros: #13 Monty McCutchen, #15 Bennett Salvatore y #23 Jason Phillips Televisión: TNT |  |  |
| Oklahoma City Thunder lidera la serie 2-3 | |                                       | | |  |  |
|                                           | |                                       | | |  |  |

| 13 de mayo                            | Memphis Grizzlies | 95–83                                 | Oklahoma City Thunder                                                                                 | |  |  |
| 21.00 h ET                            | Parciales: 23-21, 21-33, 28-14, 23-15 | Parciales: 23-21, 21-33, 28-14, 23-15 | Parciales: 23-21, 21-33, 28-14, 23-15                                                                 | |  |  |
|                                       | Estadísticas Zach Randolph (30) Zach Randolph (13) Mike Conley (12) Otros: O.J. Mayo (16 puntos); Marc Gasol (8 puntos, 9 rebotes y 3 tapones) | Reportaje Pts Reb Asts Otros          | Estadísticas Russell Westbrook (27) Kevin Durant (7) James Harden (5) Otros: James Harden (14 puntos) | Pabellón: FedExForum, Memphis (Tennessee) Asistencia: 18.119 espectadores Árbitros: #48 Scott Foster, #8 Marc Davis y #10 Ron Garretson Televisión: ESPN |  |  |
| Memphis Grizzlies empata la serie 3-3 | |                                       | | |  |  |
|                                       | |                                       | | |  |  |

| 15 de mayo                              | Oklahoma City Thunder | 105–90                                | Memphis Grizzlies | |  |  |
| 15.30 h ET                              | Parciales: 21-17, 21-17, 30-24, 33-32 | Parciales: 21-17, 21-17, 30-24, 33-32 | Parciales: 21-17, 21-17, 30-24, 33-32                                                                                                 | |  |  |
|                                         | Estadísticas Kevin Durant (39) Nick Collison (12) Russell Westbrook (14) Otros: James Harden (17 puntos); Russell Westbrook (14 puntos y 10 rebotes) | Reportaje Pts Reb Asts Otros          | Estadísticas Mike Conley (18) Zach Randolph (10) Mike Conley (6) Otros: Zach Randolph (17 puntos); Marc Gasol (12 puntos y 7 rebotes) | Pabellón: Oklahoma City Arena, Oklahoma City (Oklahoma) Asistencia: 18.203 espectadores Árbitros: #29 Steve Javie, #14 Ed Malloy y #24 Mike Callahan Televisión: ABC |  |  |
| Oklahoma City Thunder gana la serie 3-4 | |                                       | | |  |  |
|                                         | |                                       | | |  |  |

|  |                         |   |  |  |
|  | 2.º- Los Angeles Lakers | 0 |  |  |
|  | 2.º- Los Angeles Lakers | 0 |  |  |
|  | 3.º- Dallas Mavericks   | 4 |  |  |

| 2 de mayo                            | Los Angeles Lakers | 94–96                                 | Dallas Mavericks | |  |  |
| 22.30 h ET                           | Parciales: 23-25, 30-19, 25-27, 16-25                                                                                         | Parciales: 23-25, 30-19, 25-27, 16-25 | Parciales: 23-25, 30-19, 25-27, 16-25 | |  |  |
|                                      | Estadísticas Kobe Bryant (36) Lamar Odom (12) Pau Gasol (7) Otros: Pau Gasol (15 puntos y 11 rebotes); Lamar Odom (15 puntos) | Reportaje Pts Reb Asts Otros          | Estadísticas Dirk Nowitzki (28) Dirk Nowitzki (14) Jason Kidd (11) Otros: Jason Terry (15 puntos); Tyson Chandler (11 puntos y 9 rebotes) | Pabellón: Staples Center, Los Ángeles (California) Asistencia: 18.997 espectadores Árbitros: #29 Steve Javie, #26 Bob Delaney y #38 Michael Smith Televisión: TNT |  |  |
| Dallas Mavericks lidera la serie 0-1 | |                                       | | |  |  |
|                                      | |                                       | | |  |  |

| 4 de mayo                            | Los Angeles Lakers | 81–93                                 | Dallas Mavericks | |  |  |
| 22.30 h ET                           | Parciales: 20-26, 29-25, 13-17, 19-25                                                                                                | Parciales: 20-26, 29-25, 13-17, 19-25 | Parciales: 20-26, 29-25, 13-17, 19-25                                                                                        | |  |  |
|                                      | Estadísticas Kobe Bryant (23) Andrew Bynum (13) Derek Fisher (5) Otros: Andrew Bynum (18 puntos); Pau Gasol (13 puntos y 10 rebotes) | Reportaje Pts Reb Asts Otros          | Estadísticas Dirk Nowitzki (24) Shawn Marion (9) Jason Kidd (6) Otros: Shawn Marion (14 puntos); José Juan Barea (12 puntos) | Pabellón: Staples Center, Los Ángeles (California) Asistencia: 18.997 espectadores Árbitros: #13 Monty McCutchen, #15 Bennett Salvatore y #22 Bill Spooner Televisión: TNT |  |  |
| Dallas Mavericks lidera la serie 0-2 | |                                       | | |  |  |
|                                      | |                                       | | |  |  |

| 6 de mayo                            | Dallas Mavericks                                                                                | 98–92                                 | Los Angeles Lakers                                                                             | |  |  |
| 21.30 h ET                           | Parciales: 29-27, 18-24, 19-21, 32-20                                                           | Parciales: 29-27, 18-24, 19-21, 32-20 | Parciales: 29-27, 18-24, 19-21, 32-20                                                          | |  |  |
|                                      | Estadísticas Dirk Nowitzki (32) Dirk Nowitzki (9) Jason Kidd (9) Otros: Jason Terry (23 puntos) | Reportaje Pts Reb Asts Otros          | Estadísticas Andrew Bynum (21) Andrew Bynum (10) Kobe Bryant (6) Otros: Lamar Odom (18 puntos) | Pabellón: American Airlines Center, Dallas (Texas) Asistencia: 21.156 espectadores Árbitros: #9 Derrick Stafford, #14 Ed Malloy y #49 Tom Washington Televisión: ESPN |  |  |
| Dallas Mavericks lidera la serie 0-3 |                                                                                                 |                                       |                                                                                                | |  |  |
|                                      |                                                                                                 |                                       |                                                                                                | |  |  |

| 8 de mayo                          | Dallas Mavericks | 122–86                                | Los Angeles Lakers                                                                         | |  |  |
| 15.30 h ET                         | Parciales: 27-23, 36-16, 23-23, 36-24 | Parciales: 27-23, 36-16, 23-23, 36-24 | Parciales: 27-23, 36-16, 23-23, 36-24                                                      | |  |  |
|                                    | Estadísticas Jason Terry (32) Tyson Chandler (9) José Juan Barea (8) Otros: José Juan Barea (22 puntos); Pedja Stojakovic (21 puntos y 6/6 en triples); Jason Terry (9/10 en triples) | Reportaje Pts Reb Asts Otros          | Estadísticas Kobe Bryant (17) Pau Gasol (8) Pau Gasol (6) Otros: Shannon Brown (15 puntos) | Pabellón: American Airlines Center, Dallas (Texas) Asistencia: 21.087 espectadores Árbitros: #23 Jason Phillips, #10 Ron Garretson y #48 Scott Foster Televisión: ABC |  |  |
| Dallas Mavericks gana la serie 0-4 | |                                       |                                                                                            | |  |  |
|                                    | |                                       |                                                                                            | |  |  |

#### Final
|  |                            |   |  |  |
|  | 4.º- Oklahoma City Thunder | 1 |  |  |
|  | 4.º- Oklahoma City Thunder | 1 |  |  |
|  | 3.º- Dallas Mavericks      | 4 |  |  |

| 17 de mayo                           | Dallas Mavericks | 121–112                               | Oklahoma City Thunder | |  |  |
| 21.00 h ET                           | Parciales: 20-27, 35-21, 35-31, 31-33 | Parciales: 20-27, 35-21, 35-31, 31-33 | Parciales: 20-27, 35-21, 35-31, 31-33 | |  |  |
|                                      | Estadísticas Dirk Nowitzki (48) Tyson Chandler (8) Jason Kidd (11) Otros: Jason Terry (24 puntos); José Juan Barea (21 puntos); Dirk Nowitzki (12/15 en tiros de campo y 24/24 en tiros libres) | Reportaje Pts Reb Asts Otros          | Estadísticas Kevin Durant (40) Kevin Durant (8) Kevin Durant (5) Otros: Russell Westbrook (20 puntos); Serge Ibaka (17 puntos y 6 rebotes) | Pabellón: American Airlines Center, Dallas (Texas) Asistencia: 20.911 espectadores Árbitros: #17 Joe Crawford, #55 Bill Kennedy y #33 Zach Zarba Televisión: ESPN |  |  |
| Dallas Mavericks lidera la serie 0-1 | |                                       | | |  |  |
|                                      | |                                       | | |  |  |

| 19 de mayo                                | Dallas Mavericks | 100–106                               | Oklahoma City Thunder | |  |  |
| 21.00 h ET                                | Parciales: 31-26, 26-33, 19-18, 24-29                                                                                        | Parciales: 31-26, 26-33, 19-18, 24-29 | Parciales: 31-26, 26-33, 19-18, 24-29 | |  |  |
|                                           | Estadísticas Dirk Nowitzki (29) Tyson Chandler (13) Jason Kidd (7) Otros: Tyson Chandler (15 puntos); Jason Kidd (13 puntos) | Reportaje Pts Reb Asts Otros          | Estadísticas Kevin Durant (24) James Harden y Nick Collison (7) 3 jugadores (4) Otros: James Harden (23 puntos); Russell Westbrook (18 puntos) | Pabellón: American Airlines Center, Dallas (Texas) Asistencia: 21.051 espectadores Árbitros: #57 Greg Willard, #22 Bill Spooner y #49 Tom Washington Televisión: ESPN |  |  |
| Oklahoma City Thunder empata la serie 1-1 | |                                       | | |  |  |
|                                           | |                                       | | |  |  |

| 21 de mayo                           | Oklahoma City Thunder | 87–93                                 | Dallas Mavericks | |  |  |
| 21.00 h ET                           | Parciales: 12-27, 24-25, 20-18, 31-23 | Parciales: 12-27, 24-25, 20-18, 31-23 | Parciales: 12-27, 24-25, 20-18, 31-23 | |  |  |
|                                      | Estadísticas Russell Westbrook (30) Kevin Durant (12) Kevin Durant (5) Otros: Kevin Durant (24 puntos); Serge Ibaka (9 puntos, 7 rebotes y 3 tapones) | Reportaje Pts Reb Asts Otros          | Estadísticas Shawn Marion y Dirk Nowitzki (18) Tyson Chandler (15) Jason Kidd (8) Otros: Jason Kidd (13 puntos y 6 rebotes); Jason Terry (13 puntos y 6 asistencias) | Pabellón: Oklahoma City Arena, Oklahoma City (Oklahoma) Asistencia: 18.203 espectadores Árbitros: #48 Scott Foster, #8 Marc Davis y #26 Bob Delaney Televisión: ESPN |  |  |
| Dallas Mavericks lidera la serie 1-2 | |                                       | | |  |  |
|                                      | |                                       | | |  |  |

| 23 de mayo                           | Oklahoma City Thunder | 105–112                                                   | Dallas Mavericks | |  |  |
| 21.00 h ET                           | Parciales: 31-22, 28-32, 22-23, 20-24, (Prórroga 1)= 4-11 | Parciales: 31-22, 28-32, 22-23, 20-24, (Prórroga 1)= 4-11 | Parciales: 31-22, 28-32, 22-23, 20-24, (Prórroga 1)= 4-11                                                                                    | |  |  |
|                                      | Estadísticas Kevin Durant (29) Kevin Durant (15) Russell Westbrook (8) Otros: Russell Westbrook (19 puntos y 8 rebotes); Serge Ibaka (18 puntos, 10 rebotes y 5 tapones) | Reportaje Pts Reb Asts Otros                              | Estadísticas Dirk Nowitzki (40) Tyson Chandler (8) Jason Kidd (7) Otros: Jason Kidd (17 puntos y 4 robos); Jason Terry (20 puntos y 4 robos) | Pabellón: Oklahoma City Arena, Oklahoma City (Oklahoma) Asistencia: 18.203 espectadores Árbitros: #43 Dan Crawford, #25 Tony Brothers y #41 Ken Mauer Televisión: ESPN |  |  |
| Dallas Mavericks lidera la serie 1-3 | |                                                           | | |  |  |
|                                      | |                                                           | | |  |  |

| 25 de mayo                         | Dallas Mavericks | 100–96                                | Oklahoma City Thunder | |  |  |
| 21.00 h ET                         | Parciales: 26-27, 26-28, 20-21, 28-20 | Parciales: 26-27, 26-28, 20-21, 28-20 | Parciales: 26-27, 26-28, 20-21, 28-20 | |  |  |
|                                    | Estadísticas Shawn Marion y Dirk Nowitzki (26) Dirk Nowitzki y Tyson Chandler (9) Jason Kidd (10) Otros: José Juan Barea (14 puntos y 5 asistencias); Jason Terry (12 puntos) | Reportaje Pts Reb Asts Otros          | Estadísticas Russell Westbrook (31) Nick Collison (12) James Harden (6) Otros: Kevin Durant (23 puntos y 9 rebotes); James Harden (23 puntos) | Pabellón: American Airlines Center, Dallas (Texas) Asistencia: 21.092 espectadores Árbitros: #13 Monty McCutchen, #9 Derrick Stafford y #23 Jason Phillips Televisión: ESPN |  |  |
| Dallas Mavericks gana la serie 1-4 | |                                       | | |  |  |
|                                    | |                                       | | |  |  |

### Conferencia Este

#### Primera ronda
|  |                     |   |  |  |
|  | 1.º- Chicago Bulls  | 4 |  |  |
|  | 1.º- Chicago Bulls  | 4 |  |  |
|  | 8.º- Indiana Pacers | 1 |  |  |

| 16 de abril                       | Chicago Bulls | 104–99                                | Indiana Pacers | |  |  |
| 21.30 ET                          | Parciales: 23-27, 28-28, 20-24, 33-20 | Parciales: 23-27, 28-28, 20-24, 33-20 | Parciales: 23-27, 28-28, 20-24, 33-20                                                                                                | |  |  |
|                                   | Estadísticas Derrick Rose (39) Joakim Noah (11) Derrick Rose (6) Otros: Luol Deng (18 puntos y 10 rebotes); Kyle Korver (13 puntos y 4/4 en triples) | Reportaje Pts Reb Asts Otros          | Estadísticas Danny Granger (24) Roy Hibbert (8) Darren Collison (9) Otros: Tyler Hansbrough (22 puntos); Darren Collison (17 puntos) | Pabellón: United Center, Chicago (Illinois) Asistencia: 22.986 espectadores Árbitros: #17 Joe Crawford, #12 Violet Palmer y #15 Bennett Salvatores Televisión: ESPN |  |  |
| Chicago Bulls lidera la serie 1-0 | |                                       | | |  |  |
|                                   | |                                       | | |  |  |

| 18 de abril                       | Chicago Bulls | 96–90                                 | Indiana Pacers | |  |  |
| 21.30 h ET                        | Parciales: 17-18, 27-29, 23-20, 29-23                                                                                         | Parciales: 17-18, 27-29, 23-20, 29-23 | Parciales: 17-18, 27-29, 23-20, 29-23 | |  |  |
|                                   | Estadísticas Derrick Rose (36) Carlos Boozer (16) Derrick Rose (7) Otros: Carlos Boozer (17 puntos); Joakim Noah (10 rebotes) | Reportaje Pts Reb Asts Otros          | Estadísticas Danny Granger (19) Tyler Hansbrough y Josh McRoberts (6) Tyler Hansbrough y Mike Dunleavy (4) Otros: A.J. Price (13 puntos) | Pabellón: United Center, Chicago (Illinois) Asistencia: 22.480 espectadores Árbitros: #8 Marc Davis, #26 Bob Delaney y #71 Rodney Mott Televisión: TNT |  |  |
| Chicago Bulls lidera la serie 2-0 | |                                       | | |  |  |
|                                   | |                                       | | |  |  |

| 21 de abril                       | Indiana Pacers                                                                                    | 84–88                                 | Chicago Bulls | |  |  |
| 19.00 h ET                        | Parciales: 17-21, 25-21, 22-23, 20-23                                                             | Parciales: 17-21, 25-21, 22-23, 20-23 | Parciales: 17-21, 25-21, 22-23, 20-23                                                                                             | |  |  |
|                                   | Estadísticas Danny Granger (21) Paul George (12) 4 jugadores (2) Otros: Dahntay Jones (11 puntos) | Reportaje Pts Reb Asts Otros          | Estadísticas Derrick Rose (23) Carlos Boozer (11) Luol Deng (6) Otros: Luol Deng (21 puntos y 6 rebotes); Kyle Korver (12 puntos) | Pabellón: Conseco Fieldhouse, Indianápolis (Indiana) Asistencia: 18.165 espectadores Árbitros: #24 Mike Callahan, #30 John Goble y #41 Ken Mauer Televisión: NBA TV |  |  |
| Chicago Bulls lidera la serie 3-0 |                                                                                                   |                                       | | |  |  |
|                                   |                                                                                                   |                                       | | |  |  |

| 23 de abril                       | Indiana Pacers | 89–84                                 | Chicago Bulls | |  |  |
| 14.30 h ET                        | Parciales: 23-19, 26-14, 18-23, 22-28 | Parciales: 23-19, 26-14, 18-23, 22-28 | Parciales: 23-19, 26-14, 18-23, 22-28                                                                                                 | |  |  |
|                                   | Estadísticas Danny Granger (24) Danny Granger y Roy Hibbert (10) Danny Granger (4) Otros: Roy Hibbert (16 puntos); Jeff Foster (9 rebotes) | Reportaje Pts Reb Asts Otros          | Estadísticas Joakim Noah (21) Joakim Noah (14) Derrick Rose (10) Otros: Carlos Boozer (15 puntos y 13 rebotes); Luol Deng (16 puntos) | Pabellón: Conseco Fieldhouse, Indianápolis (Indiana) Asistencia: 18.165 espectadores Árbitros: #48 Scott Foster, #36 David Jones y #38 Michael Smith Televisión: TNT |  |  |
| Chicago Bulls lidera la serie 3-1 | |                                       | | |  |  |
|                                   | |                                       | | |  |  |

| 26 de abril                     | Chicago Bulls | 116–89                                | Indiana Pacers                                                                                                | |  |  |
| 20.00 h ET                      | Parciales: 25-36, 18-21, 30-19, 32-24                                                                                            | Parciales: 25-36, 18-21, 30-19, 32-24 | Parciales: 25-36, 18-21, 30-19, 32-24                                                                         | |  |  |
|                                 | Estadísticas Derrick Rose (25) Joakim Noah (8) Luol Deng y C.J. Watson (7) Otros: Luol Deng (24 puntos); Joakim Noah (4 tapones) | Reportaje Pts Reb Asts Otros          | Estadísticas Danny Granger (20) Tyler Hansbrough (11) Darren Collison (5) Otros: Tyler Hansbrough (14 puntos) | Pabellón: United Center, Chicago (Illinois) Asistencia: 22.822 espectadores Árbitros: #43 Dan Crawford, #33 Zach Zarba y #55 Bill Kennedy Televisión: TNT |  |  |
| Chicago Bulls gana la serie 4-1 | |                                       | | |  |  |
|                                 | |                                       | | |  |  |

|  |                    |   |  |  |
|  | 4.º- Orlando Magic | 2 |  |  |
|  | 4.º- Orlando Magic | 2 |  |  |
|  | 5.º- Atlanta Hawks | 4 |  |  |

| 16 de abril                       | Orlando Magic | 93–103                                | Atlanta Hawks | |  |  |
| 20.00 h ET                        | Parciales: 19-17, 29-38, 23-30, 22-18                                                                                | Parciales: 19-17, 29-38, 23-30, 22-18 | Parciales: 19-17, 29-38, 23-30, 22-18 | |  |  |
|                                   | Estadísticas Dwight Howard (46) Dwight Howard (19) Hidayet Türkoğlu (5) Otros: Jameer Nelson (27 puntos y 6 rebotes) | Reportaje Pts Reb Asts Otros          | Estadísticas Joe Johnson (25) Josh Smith (8) Joe Johnson y Jamal Crawford (5) Otros: Jamal Crawford (23 puntos); Al Horford (16 puntos y 6 rebotes) | Pabellón: Amway Center, Orlando (Florida) Asistencia: 19.108 espectadores Árbitros: #48 Scott Foster, #11 Derrick Collins y #10 Ron Garretson Televisión: ESPN |  |  |
| Atlanta Hawks lidera la serie 0-1 | |                                       | | |  |  |
|                                   | |                                       | | |  |  |

| 19 de abril                       | Orlando Magic | 88–82                                 | Atlanta Hawks                                                                                  | |  |  |
| 19.30 h ET                        | Parciales: 16-22, 32-20, 17-12, 23-28                                                                                | Parciales: 16-22, 32-20, 17-12, 23-28 | Parciales: 16-22, 32-20, 17-12, 23-28                                                          | |  |  |
|                                   | Estadísticas Dwight Howard (33) Dwight Howard (19) Hidayet Türkoğlu (5) Otros: Jameer Nelson (13 puntos y 8 rebotes) | Reportaje Pts Reb Asts Otros          | Estadísticas Jamal Crawford (25) Al Horford (10) Joe Johnson (5) Otros: Josh Smith (17 puntos) | Pabellón: Amway Center, Orlando (Florida) Asistencia: 19.160 espectadores Árbitros: #24 Mike Callahan, #22 Bill Spooner y #16 David Guthrie Televisión: NBA TV |  |  |
| Orlando Magic empata la serie 1-1 | |                                       |                                                                                                | |  |  |
|                                   | |                                       |                                                                                                | |  |  |

| 22 de abril                       | Atlanta Hawks | 88–84                                 | Orlando Magic | |  |  |
| 20.00 h ET                        | Parciales: 25-25, 26-17, 15-20, 22-22                                                                                   | Parciales: 25-25, 26-17, 15-20, 22-22 | Parciales: 25-25, 26-17, 15-20, 22-22                                                                                 | |  |  |
|                                   | Estadísticas Jamal Crawford (23) Josh Smith (10) Joe Johnson (5) Otros: Joe Johnson (21 puntos); Josh Smith (15 puntos) | Reportaje Pts Reb Asts Otros          | Estadísticas Dwight Howard (21) Dwight Howard (15) Jameer Nelson (10) Otros: Jason Richardson (14 puntos y 9 rebotes) | Pabellón: Philips Arena, Atlanta (Georgia) Asistencia: 19.865 espectadores Árbitros: #27 Dick Bavetta, #13 Monty McCutchen y #40 Leon Wood Televisión: ESPN |  |  |
| Atlanta Hawks lidera la serie 1-2 | |                                       | | |  |  |
|                                   | |                                       | | |  |  |

| 24 de abril                       | Atlanta Hawks | 88–85                                 | Orlando Magic                                                                                          | |  |  |
| 19.00 h ET                        | Parciales: 25-17, 21-20, 20-24, 22-24                                                                                                   | Parciales: 25-17, 21-20, 20-24, 22-24 | Parciales: 25-17, 21-20, 20-24, 22-24                                                                  | |  |  |
|                                   | Estadísticas Jamal Crawford (25) Al Horford (12) Jamal Crawford (6) Otros: Joe Johnson (20 puntos y 9 rebotes); Josh Smith (10 rebotes) | Reportaje Pts Reb Asts Otros          | Estadísticas Dwight Howard (29) Dwight Howard (17) Jameer Nelson (6) Otros: Gilbert Arenas (20 puntos) | Pabellón: Philips Arena, Atlanta (Georgia) Asistencia: 19.490 espectadores Árbitros: #43 Dan Crawford, #14 Ed Malloy y #52 Pat Fraher Televisión: TNT |  |  |
| Atlanta Hawks lidera la serie 1-3 | |                                       | | |  |  |
|                                   | |                                       | | |  |  |

| 26 de abril                       | Orlando Magic                                                                                         | 101–76                                | Atlanta Hawks | |  |  |
| 19.30 h ET                        | Parciales: 26-13, 32-22, 21-18, 22-23                                                                 | Parciales: 26-13, 32-22, 21-18, 22-23 | Parciales: 26-13, 32-22, 21-18, 22-23                                                                                   | |  |  |
|                                   | Estadísticas Jason Richardson (17) Dwight Howard (8) Jameer Nelson (5) Otros: J.J. Redick (14 puntos) | Reportaje Pts Reb Asts Otros          | Estadísticas Josh Smith (22) Al Horford (14) Al Horford (6) Otros: Marvin Williams (12 puntos); Josh Smith (11 rebotes) | Pabellón: Amway Center, Orlando (Florida) Asistencia: 19.091 espectadores Árbitros: #17 Joe Crawford, #8 Marc Davis y #23 Jason Phillips Televisión: NBA TV |  |  |
| Atlanta Hawks lidera la serie 2-3 | |                                       | | |  |  |
|                                   | |                                       | | |  |  |

| 28 de abril                     | Atlanta Hawks | 84–81                                 | Orlando Magic | |  |  |
| 19.30 h ET                      | Parciales: 23-18, 19-18, 20-19, 22-26                                                                                    | Parciales: 23-18, 19-18, 20-19, 22-26 | Parciales: 23-18, 19-18, 20-19, 22-26                                                                              | |  |  |
|                                 | Estadísticas Joe Johnson (23) Al Horford (12) Al Horford (6) Otros: Jamal Crawford (19 puntos); Joe Johnson (10 rebotes) | Reportaje Pts Reb Asts Otros          | Estadísticas Dwight Howard (25) Dwight Howard (15) Jameer Nelson (6) Otros: Hidayet Türkoğlu (15 puntos y 4 robos) | Pabellón: Philips Arena, Atlanta (Georgia) Asistencia: 19.282 espectadores Árbitros: #9 Derrick Stafford, #38 Michael Smith y #55 Bill Kennedy Televisión: NBA TV |  |  |
| Atlanta Hawks gana la serie 2-4 | |                                       | | |  |  |
|                                 | |                                       | | |  |  |

|  |                         |   |  |  |
|  | 2.º- Miami Heat         | 4 |  |  |
|  | 2.º- Miami Heat         | 4 |  |  |
|  | 7.º- Philadelphia 76ers | 1 |  |  |

| 16 de abril                    | Miami Heat | 97–89                                 | Philadelphia 76ers | |  |  |
| 19.00 h ET                     | Parciales: 19-31, 35-18, 26-20, 17-20 | Parciales: 19-31, 35-18, 26-20, 17-20 | Parciales: 19-31, 35-18, 26-20, 17-20 | |  |  |
|                                | Estadísticas Chris Bosh (25) LeBron James (14) LeBron James y Dwyane Wade (5) Otros: LeBron James (21 puntos); Dwyane Wade (17 puntos y 7 rebotes); Chris Bosh (12 rebotes) | Reportaje Pts Reb Asts Otros          | Estadísticas Thaddeus Young (20) Thaddeus Young (11) Andre Iguodala (9) Otros: Jrue Holiday (19 puntos); Elton Brand (17 puntos y 7 rebotes) | Pabellón: AmericanAirlines Arena, Miami (Florida) Asistencia: 19.600 espectadores Árbitros: #26 Bob Delaney, #22 Bill Spooner y #65 Sean Wright Televisión: ABC |  |  |
| Miami Heat lidera la serie 1-0 | |                                       | | |  |  |
|                                | |                                       | | |  |  |

| 18 de abril                    | Miami Heat | 94–73                                 | Philadelphia 76ers | |  |  |
| 19.00 h ET                     | Parciales: 19-13, 30-18, 26-21, 19-21                                                                                  | Parciales: 19-13, 30-18, 26-21, 19-21 | Parciales: 19-13, 30-18, 26-21, 19-21 | |  |  |
|                                | Estadísticas LeBron James (21) Chris Bosh (11) LeBron James (6) Otros: Chris Bosh (21 puntos); Dwyane Wade (14 puntos) | Reportaje Pts Reb Asts Otros          | Estadísticas Thaddeus Young (18) Andre Iguodala y Elton Brand (7) Andre Iguodala (7) Otros: Evan Turner (15 puntos); Jrue Holiday (12 puntos) | Pabellón: AmericanAirlines Arena, Miami (Florida) Asistencia: 20.204 espectadores Árbitros: #48 Scott Foster, #6 Tony Brown y #10 Ron Garretson Televisión: TNT |  |  |
| Miami Heat lidera la serie 2-0 | |                                       | | |  |  |
|                                | |                                       | | |  |  |

| 21 de abril                    | Philadelphia 76ers                                                                                                 | 94–100                                | Miami Heat | |  |  |
| 20.00 h ET                     | Parciales: 29-21, 23-29, 23-23, 19-27                                                                              | Parciales: 29-21, 23-29, 23-23, 19-27 | Parciales: 29-21, 23-29, 23-23, 19-27                                                                                               | |  |  |
|                                | Estadísticas Elton Brand (21) Elton Brand (11) Andre Iguodala (10) Otros: Jrue Holiday (20 puntos y 8 asistencias) | Reportaje Pts Reb Asts Otros          | Estadísticas Dwyane Wade (32) LeBron James (15) Dwyane Wade (8) Otros: LeBron James (24 puntos); Chris Bosh (19 puntos y 3 tapones) | Pabellón: Wells Fargo Center, Filadelfia (Pensilvania) Asistencia: 20.404 espectadores Árbitros: #57 Greg Willard, #36 David Jones y #33 Zach Zarba Televisión: TNT |  |  |
| Miami Heat lidera la serie 3-0 | |                                       | | |  |  |
|                                | |                                       | | |  |  |

| 24 de abril                    | Philadelphia 76ers | 86–82                                 | Miami Heat                                                                                                 | |  |  |
| 13.00 h ET                     | Parciales: 28-16, 18-31, 18-19, 22-16 | Parciales: 28-16, 18-31, 18-19, 22-16 | Parciales: 28-16, 18-31, 18-19, 22-16                                                                      | |  |  |
|                                | Estadísticas Louis Williams y Evan Turner (17) Elton Brand (11) Jrue Holiday (5) Otros: Andre Iguodala (16 puntos); Spencer Hawes (8 rebotes) | Reportaje Pts Reb Asts Otros          | Estadísticas LeBron James (31) Dwyane Wade (8) LeBron James (6) Otros: Dwyane Wade (22 puntos y 5 tapones) | Pabellón: Wells Fargo Center, Filadelfia (Pensilvania) Asistencia: 19.048 espectadores Árbitros: #27 Dick Bavetta, #17 Joe Crawford y #16 David Guthrie Televisión: ABC |  |  |
| Miami Heat lidera la serie 3-1 | |                                       | | |  |  |
|                                | |                                       | | |  |  |

| 27 de abril                  | Miami Heat | 97–91                                 | Philadelphia 76ers | |  |  |
| 19.00 h ET                   | Parciales: 27-23, 18-19, 27-25, 25-24 | Parciales: 27-23, 18-19, 27-25, 25-24 | Parciales: 27-23, 18-19, 27-25, 25-24                                                                                               | |  |  |
|                              | Estadísticas Dwyane Wade (26) Chris Bosh y Dwyane Wade (11) LeBron James (8) Otros: Chris Bosh (22 puntos); LeBron James (16 puntos y 10 rebotes) | Reportaje Pts Reb Asts Otros          | Estadísticas Andre Iguodala y Elton Brand (22) Andre Iguodala y Evan Turner (10) Jrue Holiday (8) Otros: Thaddeus Young (13 puntos) | Pabellón: AmericanAirlines Arena, Miami (Florida) Asistencia: 19.896 espectadores Árbitros: #29 Steve Javie, #25 Tony Brothers y #15 Bennett Salvatore Televisión: TNT |  |  |
| Miami Heat gana la serie 4-1 | |                                       | | |  |  |
|                              | |                                       | | |  |  |

|  |                      |   |  |  |
|  | 3.º- Boston Celtics  | 4 |  |  |
|  | 3.º- Boston Celtics  | 4 |  |  |
|  | 6.º- New York Knicks | 0 |  |  |

| 17 de abril                        | Boston Celtics | 87–85                                 | New York Knicks | |  |  |
| 19.00 h ET                         | Parciales: 24-23, 15-28, 20-13, 28-21                                                                                                  | Parciales: 24-23, 15-28, 20-13, 28-21 | Parciales: 24-23, 15-28, 20-13, 28-21 | |  |  |
|                                    | Estadísticas Ray Allen (24) Kevin Garnett (13) Rajon Rondo (9) Otros: Paul Pierce (18 puntos); Jermaine O'Neal (12 puntos y 4 tapones) | Reportaje Pts Reb Asts Otros          | Estadísticas Amar'e Stoudemire (28) Amar'e Stoudemire (11) Carmelo Anthony y Chauncey Billups (4) Otros: Carmelo Anthony (15 puntos); Jared Jeffries (9 rebotes) | Pabellón: TD Garden, Boston (Massachusetts) Asistencia: 18.624 espectadores Árbitros: #13 Monty McCutchen, #49 Tom Washington y #23 Jason Phillips Televisión: TNT |  |  |
| Boston Celtics lidera la serie 1-0 | |                                       | | |  |  |
|                                    | |                                       | | |  |  |

| 19 de abril                        | Boston Celtics | 96–93                                 | New York Knicks | |  |  |
| 19.00 h ET                         | Parciales: 23-21, 21-24, 30-22, 22-26                                                                                  | Parciales: 23-21, 21-24, 30-22, 22-26 | Parciales: 23-21, 21-24, 30-22, 22-26                                                                                   | |  |  |
|                                    | Estadísticas Rajon Rondo (30) Kevin Garnett (10) Rajon Rondo (7) Otros: Paul Pierce (20 puntos); Ray Allen (18 puntos) | Reportaje Pts Reb Asts Otros          | Estadísticas Carmelo Anthony (42) Carmelo Anthony (17) Carmelo Anthony (6) Otros: Toney Douglas (14 puntos y 7 rebotes) | Pabellón: TD Garden, Boston (Massachusetts) Asistencia: 18.624 espectadores Árbitros: #17 Joe Crawford, #15 Bennett Salvatore y #38 Michael Smith Televisión: TNT |  |  |
| Boston Celtics lidera la serie 2-0 | |                                       | | |  |  |
|                                    | |                                       | | |  |  |

| 22 de abril                        | New York Knicks | 96–113                                | Boston Celtics                                                                                                   | |  |  |
| 19.00 h ET                         | Parciales: 20-27, 24-25, 19-34, 33-27 | Parciales: 20-27, 24-25, 19-34, 33-27 | Parciales: 20-27, 24-25, 19-34, 33-27                                                                            | |  |  |
|                                    | Estadísticas Shawne Williams (17) Carmelo Anthony (11) Carmelo Anthony (6) Otros: Carmelo Anthony (15 puntos); Toney Douglas (15 puntos) | Reportaje Pts Reb Asts Otros          | Estadísticas Paul Pierce (38) Kevin Garnett (12) Rajon Rondo (20) Otros: Ray Allen (32 puntos y 8/11 en triples) | Pabellón: Madison Square Garden, Nueva York (Nueva York) Asistencia: 19.763 espectadores Árbitros: #43 Dan Crawford, #8 Marc Davis y #59 Gary Zielinski Televisión: ESPN |  |  |
| Boston Celtics lidera la serie 3-0 | |                                       | | |  |  |
|                                    | |                                       | | |  |  |

| 24 de abril                      | New York Knicks | 89–101                                | Boston Celtics | |  |  |
| 15.30 h ET                       | Parciales: 23-29, 15-26, 34-27, 17-19 | Parciales: 23-29, 15-26, 34-27, 17-19 | Parciales: 23-29, 15-26, 34-27, 17-19                                                                                                  | |  |  |
|                                  | Estadísticas Carmelo Anthony (32) Amar'e Stoudemire (12) Anthony Carter (4) Otros: Amar'e Stoudemire (19 puntos); Carmelo Anthony (9 rebotes) | Reportaje Pts Reb Asts Otros          | Estadísticas Kevin Garnett (26) Kevin Garnett (10) Rajon Rondo (12) Otros: Rajon Rondo (21 puntos); Glen Davis (14 puntos y 5 rebotes) | Pabellón: Madison Square Garden, Nueva York (Nueva York) Asistencia: 19.763 espectadores Árbitros: #24 Mike Callahan, #11 Derrick Collins y #41 Ken Mauer Televisión: ABC |  |  |
| Boston Celtics gana la serie 4-0 | |                                       | | |  |  |
|                                  | |                                       | | |  |  |

#### Semifinales
|  |                    |   |  |  |
|  | 1.º- Chicago Bulls | 4 |  |  |
|  | 1.º- Chicago Bulls | 4 |  |  |
|  | 5.º- Atlanta Hawks | 2 |  |  |

| 2 de mayo                         | Chicago Bulls | 95–103                                | Atlanta Hawks | |  |  |
| 20.00 h ET                        | Parciales: 18-28, 32-23, 21-21, 24-31                                                                                                | Parciales: 18-28, 32-23, 21-21, 24-31 | Parciales: 18-28, 32-23, 21-21, 24-31                                                                                   | |  |  |
|                                   | Estadísticas Derrick Rose (24) Joakim Noah (9) Derrick Rose (10) Otros: Luol Deng (21 puntos); Carlos Boozer (14 puntos y 8 rebotes) | Reportaje Pts Reb Asts Otros          | Estadísticas Joe Johnson (34) Al Horford (13) Jeff Teague (5) Otros: Jamal Crawford (22 puntos); Josh Smith (4 tapones) | Pabellón: United Center, Chicago (Illinois) Asistencia: 22.890 espectadores Árbitros: #13 Monty McCutchen, #30 John Goble y #41 Ken Mauer Televisión: TNT |  |  |
| Atlanta Hawks lidera la serie 0-1 | |                                       | | |  |  |
|                                   | |                                       | | |  |  |

| 4 de mayo                         | Chicago Bulls | 86–73                                 | Atlanta Hawks | |  |  |
| 20.00 h ET                        | Parciales: 25-19, 23-18, 17-21, 21-15 | Parciales: 25-19, 23-18, 17-21, 21-15 | Parciales: 25-19, 23-18, 17-21, 21-15                                                                               | |  |  |
|                                   | Estadísticas Derrick Rose (25) Joakim Noah (14) Derrick Rose (10) Otros: Joakim Noah (19 puntos); Luol Deng (14 puntos y 12 rebotes); Carlos Boozer (11 rebotes) | Reportaje Pts Reb Asts Otros          | Estadísticas Jeff Teague (21) Al Horford (14) Al Horford (6) Otros: Joe Johnson (16 puntos); Josh Smith (13 puntos) | Pabellón: United Center, Chicago (Illinois) Asistencia: 22.872 espectadores Árbitros: #48 Scott Foster, #24 Mike Callahan y #65 Sean Wright Televisión: TNT |  |  |
| Chicago Bulls empata la serie 1-1 | |                                       | | |  |  |
|                                   | |                                       | | |  |  |

| 6 de mayo                         | Atlanta Hawks | 82–99                                 | Chicago Bulls                                                                                               | |  |  |
| 19.00 h ET                        | Parciales: 23-29, 20-27, 20-24, 19-19                                                                                          | Parciales: 23-29, 20-27, 20-24, 19-19 | Parciales: 23-29, 20-27, 20-24, 19-19                                                                       | |  |  |
|                                   | Estadísticas Jeff Teague (21) Josh Smith (13) Josh Smith (4) Otros: Josh Smith (17 puntos y 4 tapones); Al Horford (8 rebotes) | Reportaje Pts Reb Asts Otros          | Estadísticas Derrick Rose (44) Joakim Noah (15) Derrick Rose (7) Otros: Taj Gibson (13 puntos y 11 rebotes) | Pabellón: Philips Arena, Atlanta (Georgia) Asistencia: 19.521 espectadores Árbitros: #57 Greg Willard, #8 Marc Davis y #10 Ron Garretson Televisión: ESPN |  |  |
| Chicago Bulls lidera la serie 2-1 | |                                       | | |  |  |
|                                   | |                                       | | |  |  |

| 8 de mayo                         | Atlanta Hawks | 100–88                                | Chicago Bulls | |  |  |
| 20.00 h ET                        | Parciales: 28-26, 19-20, 20-23, 33-19                                                                              | Parciales: 28-26, 19-20, 20-23, 33-19 | Parciales: 28-26, 19-20, 20-23, 33-19 | |  |  |
|                                   | Estadísticas Joe Johnson (24) Josh Smith (16) Josh Smith (8) Otros: Josh Smith (23 puntos); Al Horford (20 puntos) | Reportaje Pts Reb Asts Otros          | Estadísticas Derrick Rose (34) Joakim Noah (11) Derrick Rose (10) Otros: Carlos Boozer (18 puntos y 11 rebotes); Luol Deng (13 puntos y 7 rebotes) | Pabellón: Philips Arena, Atlanta (Georgia) Asistencia: 19.263 espectadores Árbitros: #43 Dan Crawford, #15 Bennett Salvatore y #59 Gary Zielinski Televisión: TNT |  |  |
| Atlanta Hawks empata la serie 2-2 | |                                       | | |  |  |
|                                   | |                                       | | |  |  |

| 10 de mayo                        | Chicago Bulls                                                                                   | 95–83                                 | Atlanta Hawks | |  |  |
| 20.00 h ET                        | Parciales: 32-21, 16-21, 21-26, 26-15                                                           | Parciales: 32-21, 16-21, 21-26, 26-15 | Parciales: 32-21, 16-21, 21-26, 26-15                                                                                            | |  |  |
|                                   | Estadísticas Derrick Rose (33) Carlos Boozer (12) Derrick Rose (9) Otros: Luol Deng (23 puntos) | Reportaje Pts Reb Asts Otros          | Estadísticas Jeff Teague (21) Al Horford (10) Jeff Teague (7) Otros: Josh Smith (16 puntos y 7 rebotes); Joe Johnson (15 puntos) | Pabellón: United Center, Chicago (Illinois) Asistencia: 22.980 espectadores Árbitros: #29 Steve Javie, #49 Tom Washington y #55 Bill Kennedy Televisión: TNT |  |  |
| Chicago Bulls lidera la serie 3-2 |                                                                                                 |                                       | | |  |  |
|                                   |                                                                                                 |                                       | | |  |  |

| 12 de mayo                      | Atlanta Hawks                                                                                  | 73–93                                 | Chicago Bulls | |  |  |
| 20.00 h ET                      | Parciales: 17-27, 18-18, 18-25, 20-23                                                          | Parciales: 17-27, 18-18, 18-25, 20-23 | Parciales: 17-27, 18-18, 18-25, 20-23 | |  |  |
|                                 | Estadísticas Joe Johnson (19) Zaza Pachulia (13) Joe Johnson (4) Otros: Josh Smith (18 puntos) | Reportaje Pts Reb Asts Otros          | Estadísticas Carlos Boozer (23) Carlos Boozer (10) Derrick Rose (12) Otros: Derrick Rose (19 puntos); Luol Deng (13 puntos y 5 asistencias) | Pabellón: Philips Arena, Atlanta (Georgia) Asistencia: 19.378 espectadores Árbitros: #17 Joe Crawford, #14 Ed Malloy y #26 Bob Delaney Televisión: ESPN |  |  |
| Chicago Bulls gana la serie 4-2 |                                                                                                |                                       | | |  |  |
|                                 |                                                                                                |                                       | | |  |  |

|  |                     |   |  |  |
|  | 2.º- Miami Heat     | 4 |  |  |
|  | 2.º- Miami Heat     | 4 |  |  |
|  | 3.º- Boston Celtics | 1 |  |  |

| 1 de mayo                      | Miami Heat | 99–90                                 | Boston Celtics                                                                                           | |  |  |
| 15.30 h ET                     | Parciales: 20-14, 31-22, 25-26, 23-28                                                                                                 | Parciales: 20-14, 31-22, 25-26, 23-28 | Parciales: 20-14, 31-22, 25-26, 23-28                                                                    | |  |  |
|                                | Estadísticas Dwyane Wade (38) Chris Bosh (12) LeBron James y Dwyane Wade (5) Otros: James Jones (25 puntos); LeBron James (22 puntos) | Reportaje Pts Reb Asts Otros          | Estadísticas Ray Allen (25) Kevin Garnett (8) Rajon Rondo (7) Otros: Paul Pierce (19 puntos y 7 rebotes) | Pabellón: AmericanAirlines Arena, Miami (Florida) Asistencia: 20.021 espectadores Árbitros: #43 Dan Crawford, #14 Ed Malloy y #11 Derrick Collins Televisión: ABC |  |  |
| Miami Heat lidera la serie 1-0 | |                                       | | |  |  |
|                                | |                                       | | |  |  |

| 3 de mayo                      | Miami Heat | 102–91                                | Boston Celtics                                                                                      | |  |  |
| 19.00 h ET                     | Parciales: 27-26, 20-16, 25-25, 30-24                                                                                            | Parciales: 27-26, 20-16, 25-25, 30-24 | Parciales: 27-26, 20-16, 25-25, 30-24                                                               | |  |  |
|                                | Estadísticas LeBron James (35) Chris Bosh (11) Chris Bosh (4) Otros: Dwyane Wade (18 puntos y 8 rebotes); Chris Bosh (17 puntos) | Reportaje Pts Reb Asts Otros          | Estadísticas Rajon Rondo (20) Jermaine O'Neal (9) Rajon Rondo (12) Otros: Kevin Garnett (16 puntos) | Pabellón: AmericanAirlines Arena, Miami (Florida) Asistencia: 20.104 espectadores Árbitros: #17 Joe Crawford, #23 Jason Phillips y #57 Greg Willard Televisión: TNT |  |  |
| Miami Heat lidera la serie 2-0 | |                                       | | |  |  |
|                                | |                                       | | |  |  |

| 7 de mayo                      | Boston Celtics                                                                                     | 97–81                                 | Miami Heat | |  |  |
| 20.00 h ET                     | Parciales: 27-21, 17-26, 28-15, 26-20                                                              | Parciales: 27-21, 17-26, 28-15, 26-20 | Parciales: 27-21, 17-26, 28-15, 26-20                                                                                                   | |  |  |
|                                | Estadísticas Kevin Garnett (28) Kevin Garnett (18) Rajon Rondo (11) Otros: Paul Pierce (27 puntos) | Reportaje Pts Reb Asts Otros          | Estadísticas Dwyane Wade (23) Joel Anthony (11) Dwyane Wade (7) Otros: Mario Chalmers (17 puntos); LeBron James (15 puntos y 7 rebotes) | Pabellón: TD Garden, Boston (Massachusetts) Asistencia: 18.624 espectadores Árbitros: #29 Steve Javie, #26 Bob Delaney y #55 Bill Kennedy Televisión: ABC |  |  |
| Miami Heat lidera la serie 2-1 | |                                       | | |  |  |
|                                | |                                       | | |  |  |

| 9 de mayo                      | Boston Celtics                                                                                | 90–98                                                     | Miami Heat | |  |  |
| 19.00 h ET                     | Parciales: 31-28, 22-22, 20-19, 13-17, (Prórroga 1)= 4-12                                     | Parciales: 31-28, 22-22, 20-19, 13-17, (Prórroga 1)= 4-12 | Parciales: 31-28, 22-22, 20-19, 13-17, (Prórroga 1)= 4-12                                                                                        | |  |  |
|                                | Estadísticas Paul Pierce (27) Kevin Garnett (10) Rajon Rondo (5) Otros: Ray Allen (17 puntos) | Reportaje Pts Reb Asts Otros                              | Estadísticas LeBron James (35) LeBron James (14) Dwyane Wade (4) Otros: Dwyane Wade (28 puntos y 9 rebotes); Chris Bosh (20 puntos y 12 rebotes) | Pabellón: TD Garden, Boston (Massachusetts) Asistencia: 18.624 espectadores Árbitros: #25 Tony Brothers, #13 Monty McCutchen y #9 Derrick Stafford Televisión: TNT |  |  |
| Miami Heat lidera la serie 3-1 |                                                                                               |                                                           | | |  |  |
|                                |                                                                                               |                                                           | | |  |  |

| 11 de mayo                   | Miami Heat | 97–87                                 | Boston Celtics                                                                                  | |  |  |
| 19.00 h ET                   | Parciales: 16-24, 31-25, 24-24, 26-14                                                                                               | Parciales: 16-24, 31-25, 24-24, 26-14 | Parciales: 16-24, 31-25, 24-24, 26-14                                                           | |  |  |
|                              | Estadísticas Dwyane Wade (34) Chris Bosh (11) Dwyane Wade (5) Otros: LeBron James (33 puntos y 7 rebotes); Dwyane Wade (10 rebotes) | Reportaje Pts Reb Asts Otros          | Estadísticas Ray Allen (18) Kevin Garnett (11) Paul Pierce (4) Otros: Kevin Garnett (15 puntos) | Pabellón: AmericanAirlines Arena, Miami (Florida) Asistencia: 20.208 espectadores Árbitros: #48 Scott Foster, #10 Ron Garretson y #22 Bill Spooner Televisión: TNT |  |  |
| Miami Heat gana la serie 4-1 | |                                       |                                                                                                 | |  |  |
|                              | |                                       |                                                                                                 | |  |  |

#### Final
|  |                    |   |  |  |
|  | 1.º- Chicago Bulls | 1 |  |  |
|  | 1.º- Chicago Bulls | 1 |  |  |
|  | 2.º- Miami Heat    | 4 |  |  |

| 15 de mayo                        | Chicago Bulls | 103–82                                | Miami Heat | |  |  |
| 20.00 h ET                        | Parciales: 20-23, 28-25, 24-15, 31-19 | Parciales: 20-23, 28-25, 24-15, 31-19 | Parciales: 20-23, 28-25, 24-15, 31-19                                                                                             | |  |  |
|                                   | Estadísticas Derrick Rose (28) Joakim Noah (14) Derrick Rose (6) Otros: Luol Deng (21 puntos y 7 rebotes); Carlos Boozer (14 puntos y 9 rebotes) | Reportaje Pts Reb Asts Otros          | Estadísticas Chris Bosh (30) Chris Bosh (9) LeBron James (6) Otros: Dwyane Wade (18 puntos); LeBron James (15 puntos y 6 rebotes) | Pabellón: United Center, Chicago (Illinois) Asistencia: 22.874 espectadores Árbitros: #43 Dan Crawford, #38 Michael Smith y #41 Ken Mauer Televisión: TNT |  |  |
| Chicago Bulls lidera la serie 1-0 | |                                       | | |  |  |
|                                   | |                                       | | |  |  |

| 18 de mayo                     | Chicago Bulls                                                                                                | 75–85                                 | Miami Heat | |  |  |
| 20.30 h ET                     | Parciales: 26-19, 20-29, 19-23, 10-14                                                                        | Parciales: 26-19, 20-29, 19-23, 10-14 | Parciales: 26-19, 20-29, 19-23, 10-14                                                                                                   | |  |  |
|                                | Estadísticas Derrick Rose (21) Carlos Boozer y Joakim Noah (8) Derrick Rose (8) Otros: Luol Deng (13 puntos) | Reportaje Pts Reb Asts Otros          | Estadísticas LeBron James (29) LeBron James (10) LeBron James (5) Otros: Dwyane Wade (24 puntos y 9 rebotes); Udonis Haslem (13 puntos) | Pabellón: United Center, Chicago (Illinois) Asistencia: 23.007 espectadores Árbitros: #13 Monty McCutchen, #9 Derrick Stafford y #23 Jason Phillips Televisión: TNT |  |  |
| Miami Heat empata la serie 1-1 | |                                       | | |  |  |
|                                | |                                       | | |  |  |

| 22 de mayo                     | Miami Heat | 96–85                                 | Chicago Bulls | |  |  |
| 20.30 h ET                     | Parciales: 18-15, 25-25, 25-25, 28-20                                                                                   | Parciales: 18-15, 25-25, 25-25, 28-20 | Parciales: 18-15, 25-25, 25-25, 28-20                                                                                                 | |  |  |
|                                | Estadísticas Chris Bosh (34) Dwyane Wade (9) LeBron James (10) Otros: LeBron James (22 puntos); Dwyane Wade (17 puntos) | Reportaje Pts Reb Asts Otros          | Estadísticas Carlos Boozer (26) Carlos Boozer (17) Joakim Noah (6) Otros: Derrick Rose (20 puntos); Luol Deng (14 puntos y 8 rebotes) | Pabellón: AmericanAirlines Arena, Miami (Florida) Asistencia: 20.123 espectadores Árbitros: #29 Steve Javie, #24 Mike Callahan y #10 Ron Garretson Televisión: TNT |  |  |
| Miami Heat lidera la serie 1-2 | |                                       | | |  |  |
|                                | |                                       | | |  |  |

| 24 de mayo                     | Miami Heat | 101–93                                                    | Chicago Bulls | |  |  |
| 20.30 h ET                     | Parciales: 16-19, 28-27, 19-22, 22-17, (Prórroga 1)= 16-8                                                                 | Parciales: 16-19, 28-27, 19-22, 22-17, (Prórroga 1)= 16-8 | Parciales: 16-19, 28-27, 19-22, 22-17, (Prórroga 1)= 16-8 | |  |  |
|                                | Estadísticas LeBron James (35) Udonis Haslem y Mike Miller (9) LeBron James (6) Otros: Chris Bosh (22 puntos y 6 rebotes) | Reportaje Pts Reb Asts Otros                              | Estadísticas Derrick Rose (23) Joakim Noah (14) Derrick Rose y Joakim Noah (6) Otros: Carlos Boozer (20 puntos y 11 rebotes); Luol Deng (20 puntos y 8 rebotes) | Pabellón: AmericanAirlines Arena, Miami (Florida) Asistencia: 20.125 espectadores Árbitros: #17 Joe Crawford, #15 Bennett Salvatore y #14 Ed Malloy Televisión: TNT |  |  |
| Miami Heat lidera la serie 1-3 | |                                                           | | |  |  |
|                                | |                                                           | | |  |  |

| 26 de mayo                   | Chicago Bulls                                                                                            | 80–83                                 | Miami Heat | |  |  |
| 20.30 h ET                   | Parciales: 25-21, 20-17, 17-19, 18-26                                                                    | Parciales: 25-21, 20-17, 17-19, 18-26 | Parciales: 25-21, 20-17, 17-19, 18-26 | |  |  |
|                              | Estadísticas Derrick Rose (25) Joakim Noah (8) Derrick Rose (8) Otros: Luol Deng (18 puntos y 7 rebotes) | Reportaje Pts Reb Asts Otros          | Estadísticas LeBron James (28) LeBron James (11) LeBron James (6) Otros: Dwyane Wade (21 puntos); Cris Bosh (20 puntos, 11 rebotes y 4 tapones) | Pabellón: United Center, Chicago (Illinois) Asistencia: 23.057 espectadores Árbitros: #48 Scott Foster, #8 Marc Davis y #57 Greg Willard Televisión: TNT |  |  |
| Miami Heat gana la serie 1-4 | |                                       | | |  |  |
|                              | |                                       | | |  |  |

## Final de la NBA
|  |                  |   |  |  |
|  | Miami Heat       | 2 |  |  |
|  | Miami Heat       | 2 |  |  |
|  | Dallas Mavericks | 4 |  |  |

| 31 de mayo                     | Miami Heat | 92–84                                 | Dallas Mavericks | |  |  |
| 21.00 h ET                     | Parciales: 16-17, 27-27, 22-17, 27-23                                                                                              | Parciales: 16-17, 27-27, 22-17, 27-23 | Parciales: 16-17, 27-27, 22-17, 27-23                                                                                     | |  |  |
|                                | Estadísticas LeBron James (24) Dwyane Wade (10) Dwyane Wade (6) Otros: Dwyane Wade (22 puntos); Chris Bosh (19 puntos y 9 rebotes) | Reportaje Pts Reb Asts Otros          | Estadísticas Dirk Nowitzki (27) Shawn Marion (10) Jason Kidd (6) Otros: Shawn Marion (16 puntos); Jason Terry (12 puntos) | Pabellón: AmericanAirlines Arena, Miami (Florida) Asistencia: 20.003 espectadores Árbitros: #29 Steve Javie, #24 Mike Callahan y #55 Bill Kennedy Televisión: ABC |  |  |
| Miami Heat lidera la serie 1-0 | |                                       | | |  |  |
|                                | |                                       | | |  |  |

| 2 de junio                           | Miami Heat | 93–95                                 | Dallas Mavericks | |  |  |
| 21.00 h ET                           | Parciales: 28-28, 23-23, 24-20, 18-24 | Parciales: 28-28, 23-23, 24-20, 18-24 | Parciales: 28-28, 23-23, 24-20, 18-24 | |  |  |
|                                      | Estadísticas Dwyane Wade (36) LeBron James y Chris Bosh (8) Dwyane Wade (6) Otros: LeBron James (20 puntos y 4 robos); Mike Bibby (14 puntos y 4 robos) | Reportaje Pts Reb Asts Otros          | Estadísticas Dirk Nowitzki (24) Dirk Nowitzki (11) Jason Kidd y Jason Terry (5) Otros: Shawn Marion (20 puntos y 8 rebotes); Tyson Chandler (13 puntos y 7 rebotes); Jason Terry (16 puntos) | Pabellón: AmericanAirlines Arena, Miami (Florida) Asistencia: 20.003 espectadores Árbitros: #17 Joe Crawford, #14 Ed Malloy y #41 Ken Mauer Televisión: ABC |  |  |
| Dallas Mavericks empata la serie 1-1 | |                                       | | |  |  |
|                                      | |                                       | | |  |  |

| 5 de junio                     | Dallas Mavericks                                                                                                   | 86–88                                 | Miami Heat | |  |  |
| 20.00 h ET                     | Parciales: 22-29, 20-18, 22-20, 22-21                                                                              | Parciales: 22-29, 20-18, 22-20, 22-21 | Parciales: 22-29, 20-18, 22-20, 22-21                                                                                   | |  |  |
|                                | Estadísticas Dirk Nowitzki (34) Dirk Nowitzki y Tyson Chandler (11) Jason Kidd (10) Otros: Jason Terry (15 puntos) | Reportaje Pts Reb Asts Otros          | Estadísticas Dwyane Wade (29) Dwyane Wade (11) LeBron James (9) Otros: Chris Bosh (18 puntos); LeBron James (17 puntos) | Pabellón: American Airlines Center, Dallas (Texas) Asistencia: 20.340 espectadores Árbitros: #43 Dan Crawford, #48 Scott Foster y #9 Derrick Stafford Televisión: ABC |  |  |
| Miami Heat lidera la serie 2-1 | |                                       | | |  |  |
|                                | |                                       | | |  |  |

| 7 de junio                           | Dallas Mavericks | 86–83                                 | Miami Heat                                                                                    | |  |  |
| 21.00 h ET                           | Parciales: 21-21, 24-26, 20-22, 21-14 | Parciales: 21-21, 24-26, 20-22, 21-14 | Parciales: 21-21, 24-26, 20-22, 21-14                                                         | |  |  |
|                                      | Estadísticas Dirk Nowitzki (21) Tyson Chandler (16) José Juan Barea (4) Otros: Jason Terry (17 puntos); Shawn Marion (16 puntos); Dirk Nowitzki (11 rebotes) | Reportaje Pts Reb Asts Otros          | Estadísticas Dwyane Wade (32) LeBron James (9) LeBron James (7) Otros: Chris Bosh (24 puntos) | Pabellón: American Airlines Center, Dallas (Texas) Asistencia: 20.430 espectadores Árbitros: #13 Monty McCutchen, #8 Marc Davis y #57 Greg Willard Televisión: ABC |  |  |
| Dallas Mavericks empata la serie 2-2 | |                                       |                                                                                               | |  |  |
|                                      | |                                       |                                                                                               | |  |  |

| 9 de junio                           | Dallas Mavericks | 112–103                               | Miami Heat | |  |  |
| 21.00 h ET                           | Parciales: 30-31, 30-26, 24-22, 28-24 | Parciales: 30-31, 30-26, 24-22, 28-24 | Parciales: 30-31, 30-26, 24-22, 28-24                                                                                                  | |  |  |
|                                      | Estadísticas Dirk Nowitzki (29) Tyson Chandler (7) Jason Kidd y Jason Terry (6) Otros: Jason Terry (21 puntos); José Juan Barea (17 puntos) | Reportaje Pts Reb Asts Otros          | Estadísticas Dwyane Wade (23) LeBron James y Chris Bosh (10) LeBron James (10) Otros: Chris Bosh (19 puntos); LeBron James (17 puntos) | Pabellón: American Airlines Center, Dallas (Texas) Asistencia: 20.433 espectadores Árbitros: #17 Joe Crawford, #24 Mike Callahan y #55 Bill Kennedy Televisión: ABC |  |  |
| Dallas Mavericks lidera la serie 2-3 | |                                       | | |  |  |
|                                      | |                                       | | |  |  |

| 12 de junio                        | Miami Heat | 95–105                                | Dallas Mavericks | |  |  |
| 20.00 h ET                         | Parciales: 27-32, 24-21, 21-28, 23-24 | Parciales: 27-32, 24-21, 21-28, 23-24 | Parciales: 27-32, 24-21, 21-28, 23-24                                                                                         | |  |  |
|                                    | Estadísticas LeBron James (21) Udonis Haslem (9) Mario Chalmers (7) Otros: Chris Bosh (19 puntos y 8 rebotes); Dwyane Wade (17 puntos, 8 rebotes y 6 asistencias) | Reportaje Pts Reb Asts Otros          | Estadísticas Jason Terry (27) Dirk Nowitzki (11) Jason Kidd (8) Otros: Dirk Nowitzki (21 puntos); José Juan Barea (15 puntos) | Pabellón: AmericanAirlines Arena, Miami (Florida) Asistencia: 20.003 espectadores Árbitros: #29 Steve Javie, #48 Scott Foster y #9 Derrick Stafford Televisión: ABC |  |  |
| Dallas Mavericks gana la serie 2-4 | |                                       | | |  |  |
|                                    | |                                       | | |  |  |